# グイン・サーガ
『グイン・サーガ』は、栗本薫による日本のヒロイック・ファンタジー小説。栗本の死去後は複数の作家によって書き継がれている。1979年9月の第1巻『豹頭の仮面』の刊行以来、コンスタントに巻数を重ね、100巻を越えてなお多くの読者を獲得しているベストセラー小説シリーズである。2022年1月時点で累計発行部数は3300万部を突破している。
自身の出生さえ分からない豹頭の戦士であるグインを主人公として、架空の世界、架空の時代に生きる、彼を中心とするさまざまな人物の生と死の波乱を描いたサーガ（大河小説）。国と国とのあいだで繰り広げられる戦争、策謀、興亡の歴史を背景として、その宮廷、あるいは市井に生きるさまざまな人物の野望、妄執、友情、決別、恋愛といった愛憎が織りなす壮大な人間模様を紡ぎだしていく。

## 作品史
ヒロイックファンタジーの執筆を準備していた栗本薫が高千穂遙の『美獣』を読み、予定していたキャラクターのインパクトの弱さを痛感して改めて本作を書き下ろすに至った。シリーズ開幕当初から正伝のみで全100巻という構想が明かされており、2005年4月には第100巻となる『豹頭王の試練』が刊行された。もっとも、100巻で構想通りには物語は完結せず、それどころか、完結に至るまでにはまだ多くの展開が残されていることは確実で、どこまで続くかは作者自身にも予想がついていないとされていた。作者の死去により、正伝が130巻、外伝が22巻（上下巻1編を含むため23冊）刊行された時点で中断したが、その後は複数の作家により執筆が再開され、続篇の刊行が続いている（詳細については、下記の「作者死去後の動向」を参照）。
発表形態としては、ハヤカワ文庫から書き下ろしで発売される（第1巻『豹頭の仮面』および外伝の一部は、先行して雑誌（主に『S-Fマガジン』）や関連書籍に掲載された）。表紙、口絵、本文イラストは加藤直之（正伝1 - 19巻、外伝1 - 5巻）、天野喜孝（正伝20 - 56巻、外伝6 - 9巻）、末弥純（正伝57 - 87巻、外伝10 - 16巻）、丹野忍（正伝88 - 、外伝17 - ）が手がけている。
2003年には、アメリカ合衆国Vertical社より英語版の発売が開始された。続いて、2005年にはBlanvalet Taschenbuchverl社よりドイツ語版、Editrice Nord社よりイタリア語版、БИТВА В НОСФЕРУСЕ社よりロシア語版、2006年にはFleuve Noir社よりフランス語版の出版が開始された。2009年には大元C. I.社より朝鮮語版が3巻まで同時刊行で出版が開始されたものの、2010年の6巻を最後に事実上出版は中止、その後6巻全巻が絶版になった。中国語版の出版も予定されている。
2000年には柳澤一明の作画により、外伝『七人の魔道師』の漫画化が開始された。作品はメディアファクトリー発行の『コミックフラッパー』誌に2003年まで連載後、単行本化された。2006年9月にジャイブ社から出版された『栗本薫 THE COMIC グイン・サーガ』には沢田一の作画によって漫画化された正伝の一部が収録されており、2007年1月にはそれに新たに書き下ろしを加えたものが同社から『グイン・サーガ1』として出版された。その後、同社刊の漫画雑誌『月刊コミックラッシュ』で2008年4月号から2010年6月号まで新章が連載された。
著名な日本のファンタジー小説であるにもかかわらず、刊行開始以来30年弱にわたり映像化されなかったが、2009年4月にテレビアニメ化された（グイン・サーガ (テレビアニメ)を参照）。

### 作者死去後の動向
2009年5月26日、栗本がすい臓がんのため死去し、本作は未完成作品となった。栗本は生前に病床で130巻のちょうど半分の地点まで原稿執筆を終えており、遺作となった第130巻「見知らぬ明日」（同年12月発売）まで予定通り刊行された（第2章第4節に「未完」の文字がある）。130巻あとがきで夫の今岡清は、新装版後書きでの栗本の「誰かがこの物語を語り継いでくれればよい」という言葉に心を動かされたこと、そしてグイン･サーガが今後さまざまな形で語り継がれてもよい、と発言している。なお、『グイン・サーガ・ワールド 5』での今岡のあとがきによれば、絶筆部分以降のプロットは残っておらず、今後の展開のための覚書のみが残されているという。
同年12月、このシリーズに日本SF大賞特別賞が、翌2010年8月には星雲賞日本長編部門が与えられた。
2011年、早川書房は同年5月より雑誌形式の文庫本『グイン・サーガ・ワールド』を季刊ペースで刊行すると発表した。前述した「『グイン・サーガ』を様々な人に語り継いでもらいたい」という栗本の遺志を受け、久美沙織や牧野修がグイン・サーガを外伝形式で執筆するほか、栗本の未完原稿の一部が公開された。
2012年9月に発売された『グイン・サーガ・ワールド 5』より、五代ゆう、宵野ゆめによる正編の続編の発表が行われ、2013年11月からは、この続編を文庫化した書籍が正編のナンバリングを受け継ぎ、第131巻「パロの暗黒」（五代ゆう）・132巻「サイロンの挽歌」（宵野ゆめ）として刊行された。以降は随時続巻され、絶筆部分の直接の続きも133巻「魔聖の迷宮」（五代ゆう）より刊行されるという、複数作家による巨大なグイン・サーガ・ワールドの様を呈している。本作はかなりの長編作品となっており途中の巻で未読状態になってしまう読者も少なくないが、五代はどの巻から読み始めても前後が分かるように意識して書いていると自身のTwitterでコメントしている。
2013年〜2016年（131巻〜140巻）の間は奇数巻を五代ゆうが（主にパロ・ヤガ・沿海州の話を担当）、偶数巻を宵野ゆめが（主にケイロニアの話を担当）執筆した。2017年以降（141巻〜）は五代ゆうによる一人体制となっている。

## あらすじ
首都クリスタルへのモンゴール軍の奇襲により、中原の歴史ある国パロは滅亡の危機に瀕していた。国王、王妃までもがモンゴール兵の手により殺害されるという状況の中、家臣はパロ王家に太古より伝わる古代機械（物質転送装置）を用いて、国王の長男にして王太子であるレムスと、その双子の姉リンダを友邦国アルゴスへ移送しようとした。が、古代機械の座標設定に狂いが生じ、2人はあろうことか敵勢力のまっただ中、モンゴール辺境にある魑魅魍魎の跋扈するルードの森へと転送されてしまった。
身を守るすべとてなく、ただ怯えて身を隠すしかなかったレムスとリンダを、ついにモンゴール軍の小隊が発見し、絶体絶命の危機に追いつめる。しかしその時、突如として現われた豹頭人身の異形の超戦士が小隊を全滅させ、双子は難を逃れる。自分自身の名と「アウラ」「ランドック」という2語を除き、全ての記憶を失っていたこの豹頭の男グインは、戦いの後で憔悴し切って倒れるが、リンダの介護によって間もなく体力を取り戻し、以後2人と行動をともにすることとなる。
死霊を始めとする魑魅魍魎の襲撃から、一夜の間は辛くも逃れた彼らだったが、翌朝には一帯を支配するモンゴールの出城・スタフォロス城の軍勢に再び発見され、衆寡敵せず投降を余儀なくされる。全身を業病に冒された「黒伯爵」こと城主ヴァーノン伯爵により投獄されたグインらは、隣の牢に収監されていた“紅の傭兵”の異名を持つ若き傭兵・イシュトヴァーンと出逢う。その夜、半獣半人の蛮族セム族がスタフォロス城に攻め入った混乱に乗じ、獄中でリンダと知り合ったセム族の娘スニを加えた4人は、スタフォロス城から眼下に流れる暗黒の河・ケス河へと身を投じて脱出に成功する。そして翌朝、彼らより先に脱出に成功していたイシュトヴァーンが一行に加わり、川の対岸・妖しい瘴気渦巻く砂漠の地ノスフェラスを最初の舞台として、レムスとリンダの、故国を目指す苦難の旅が始まるのである。（以上、第2巻『荒野の戦士』冒頭部まで）

## 登場キャラクター

### メインキャラクター
グイン
本作の主人公。初代ノスフェラス王にしてケイロニア王。妻はケイロニア皇女シルヴィア。後の愛妾に踊り子ヴァルーサ。豹頭人身で、身長2タール、体重100スコーンを越える、鍛え上げられた肉体を誇る巨漢。その身のこなしは巨躯と怪力に似合わず敏捷で、豹のようにしなやかでもある。怪我からの回復力にも驚異的なものがある。無尽蔵の体力と、抜群の知能の持ち主で、一人の戦士としても、軍を率いる指揮官としても最強を誇り、未だかつて、どのような不利な状況にあっても敗れたことはない。施政者としても優秀で、性格は謹厳実直、冷静沈着、信義に篤く、ケイロニア臣民を始めとする多くの人々の多大な信頼を集めている。あらゆる分野に精通する知識を持っており、刻々と変化する状況に応じて湧き出てくる知識に従い、瞬時に適切に対応する能力に極めて秀でている。また、一般人であれば使いこなせないようなセム語、ラゴン語、ルーン語など、あらゆる言語にも精通している。ルードの森出現時の豹頭は仮面であったが、後に肉体の一部として生身化していった。グインの肉体と精神に漲るエネルギーは、星から無尽蔵に送られてくるとも云われる。その膨大な生体エネルギーは、そのエネルギーを自らの技の源とする魔道師たちにとっては垂涎の的であった。
レムス・アル・ジェヌス・アルドロス
パロの前聖王。レムス一世。妻はアグラーヤ王女アルミナ。長男はアモン。双児の姉にパロ現聖女王リンダ・アルディア・ジェイナ。父はパロ前々聖王アルドロス三世。母はアルドロス三世の妃ターニア。プラチナブロンドの髪、紫色の瞳の持ち主の美少年であったが、成長につれて髪の色はより薄く、瞳の色はより濃くなり、痩せ細って狷介な印象が強くなってきた。幼少時は双児の姉リンダと瓜二つで、「パロの二粒の真珠」などと呼ばれたが、性格的には正反対で、勝ち気な姉の影に隠れてしまうような、内気な目立たない少年であった。そのため、リンダや従兄のアルド・ナリスに対し、強い劣等感を抱いていた。
リンダ・アルディア・ジェイナ
パロ聖女王。夫はクリスタル大公・神聖パロ前国王アルド・ナリス。双児の弟にパロ前聖王レムス・アル・ジェヌス・アルドロス。父はパロ前々聖王アルドロス三世。母はアルドロス三世妃ターニア。プラチナブロンドの髪、紫色の瞳の持ち主の、中原一とも云われる絶世の美女。幼少時は双児の弟レムスと瓜二つで、「パロの二粒の真珠」などと呼ばれた。少女時代は勝ち気な、少年のような性格の持ち主として知られたが、成長とともに勝ち気なところは影を潜め、誰もが認める淑女へと変貌した。その美貌ゆえ、リンダの崇拝者となる男性は多い。極めて優れた予言者で、その能力は、多くの魔道師や予言者を輩出したパロ聖王家にあっても特に強力なものであり、パロ建国王アルカンドロスの娘で伝説の予言者「リンダ処女姫」に匹敵すると云われる。リンダ自ら占いなどによる予知を行うこともあるが、その能力が最も発揮されるのは、彼女の意志とは無関係に訪れる予知の際である。
イシュトヴァーン
ゴーラ王。妻はモンゴール前大公アムネリス。長男はドリアン。またイシュトヴァーン自身もカメロンに告げられるまで知らなかった、ドリアンより年長の息子として、アムネリスの侍女であったフロリーとの間に生まれたスーティ（小イシュトヴァーン）がいる。母はヴァラキアの娼婦イーヴァ。父は不明。黒髪、黒い瞳、浅黒い肌、すらりとした長身の美青年。傭兵時代は極めて陽気な楽天家にして自信家で、自らを「災いを呼ぶ男」「紅の傭兵」などと呼び、すべての災いは自分を避けるとして、運の良さを誇っていた。が、モンゴールの将軍となった頃から、その陽気さに陰がさし始め、短気で衝動的な一面ばかりが目立つようになってきた。モンゴール将軍からゴーラ王へと至ったイシュトヴァーンの道程は、多くの戦いと殺戮、裏切りに満ちて血塗られており、残虐王、殺人王と呼ばれる所以となった。
アルド・ナリス
神聖パロ王国聖王にして、パロのクリスタル大公。妻はリンダ・アルディア・ジェイナ。異母弟にパロ王子アル・ディーン（吟遊詩人マリウス）。父はパロ王子・ヤヌス大祭司長アルシス。母はアルシスの妻ラーナ大公妃。黒髪、黒い瞳、痩身の絶世の美青年で、男女を含めて最も美しい人物であるとまで讚えられた。その美は外見ばかりではなく、彼のあらゆる立ち居振る舞いや趣味にまで及んでおり、極めて洗練されたセンスによって「典雅の裁決者」との異名を得るにも至った。楽器、歌、舞踊の名手としても知られ、またレイピアの達人でもあり、パロの文武両面の頂点に立つクリスタル公爵の地位に就く者として、正にふさわしい人物であった。その端正にして優雅な姿や挙措、それに似付かわしい能力の高さから、パロ宮廷内や国内における人気は極めて高かったが、その反面、密かに周囲の人々を見下し、侮蔑するようなところもあった。また、自分自身や他者の生に対する執着が希薄で、それぞれの命を弄んで見せるような一面もあった。
自らも初級の魔道師資格を持つ彼は、魔道に対する造詣が深かった。またあらゆる学問に対して深い興味を抱き、未知なるものに対する強い憧憬を抱いていた。中でも、彼が唯一の〈マスター〉として操作を許されていた古代機械に対する関心は極めて高い。
マリウス（アル・ディーン）
吟遊詩人。異母兄に神聖パロ前国王アルド・ナリス。妻はケイロニア皇女オクタヴィアだが、事実上離婚状態にある。娘にケイロニア皇孫マリニア。父はパロ王子・ヤヌス大祭司長アルシス。母はアルシスの愛妾エリサ。栗色の巻き毛と黒褐色の瞳の、愛嬌あふれる美青年。自由と平和、音楽と旅をこよなく愛し、戦いを忌み嫌っている。この上ない美声の持ち主で、またキタラの名手でもあり、旅先のあちらこちらで歌や音楽を披露しては、たちまち喝采を集め、人々に褒め称えられる「カルラア（音楽の神）の申し子」である。その声の美しさは人間以外のものも魅了するほどで、北方の国ヨツンヘイムを守る怪物ガルムを、その歌声で眠らせたこともある。吟遊詩人らしく性格は夢見がちで、何かを思いつくや否や行動に移してしまう無鉄砲なところもある。反面、他から責任を課せられることを極端に嫌い、何かというと理由を見つけては責任を放棄して旅に出てしまうため、憎めない性格ながらも周囲にとっては悩みの種となることも多い。
アムネリス・ヴラド・モンゴール
ゴーラ王妃にしてモンゴール大公。夫はゴーラ王イシュトヴァーン。長男はドリアン。父はモンゴール前大公ヴラド・モンゴール。母はヴラド大公妃アンナ。弟にモンゴール公子ミアイル。豊かな金髪と美しい緑色の瞳、大柄でグラマラスな美女。男勝りの性格で、10代の頃から父ヴラドの右腕として一軍を率い、公女将軍と称された。物語の開幕当初は、その苛烈で冷徹な性格を評して〈氷の公女〉などとも呼ばれたが、その性格は父ヴラドの期待に応えるために無理をして装っていた部分もあったようで、物語が進むにつれ、恋に情熱を燃やす感情的な性格が表に出てくるようになった。アルド・ナリス、イシュトヴァーンの2人と激しい恋に落ちたものの、どちらも彼女が真実の愛を得るに至るものとはならず、却って彼女を不幸な運命へと導く結果となった。
スカール
アルゴスの前王太子。内縁の妻にグル族長グル・シンの娘リー・ファ。異母兄にアルゴス王スタック。父はアルゴス前王スタイン。母はスタインの愛妾リー・オウ。恋人にパロ聖騎士伯リギア。黒髪、黒髭、黒く太い眉の精悍な顔つきの逞しい男。常に黒を基調とした衣服を身にまとっており、〈黒太子〉と呼ばれている。信義に厚く、義理堅いが、草原の独特の価値観がその行動原理の根本にあり、しばしば中原の価値観を持つ人々とのあいだに軋轢を生じる原因ともなっている。パロの王女を母に持つ兄とは違い、騎馬民族グル族出身の母を持つこと、そして彼自身、宮廷での生活は好まずに、主にグル族とともに草原での遊牧生活を好んで送っていることから、アルゴスの人民の中心をなす騎馬民族からの人気は非常に高い。そのため彼の率いる軍は、アルゴス正規軍とは別に、騎馬民族によって構成される遊軍としての性格が強い。その騎馬民族特有の勇敢さと、常識に囚われない神出鬼没ぶりで、小規模ながらも世界最強の軍の1つとして怖れられている。王太子時代は兄との仲も極めて良かったが、兄に男児が誕生してからは、アルゴス国民の間での彼の人気を兄が疎んでか、兄から猜疑の目を向けられるようになった。もっとも、スカール自身にはいまだ兄への悪感情もさほどない。

### パロの人物
ヴァレリウス
パロ宰相、パロ魔道師ギルドの上級魔道師。背は低く、黒髪、灰色の目。飄々とした皮肉屋である反面、意外と世話好きで、次第に苦労性の一面が表に出てくるようになった。なぜか大魔道師に気に入られる傾向があり、《ドールに追われる男》イェライシャを師と仰ぐほか、〈闇の司祭〉グラチウスや大導師アグリッパとも知己を得た数少ない人物でもある。感情を表に出さない魔道師としては異例なほどに感情的な面があり、不犯の掟を持つ白魔道師でありながら、リギアに対して恋心を抱いていたこともある。魔道師ギルドの序列としては上級魔道師に過ぎないが、最終巻にてパロ魔導師ギルドで事実上最強であると明言された。事実、その魔力は下級魔道師をあっさりと消滅させ、グラチウスとイェライシャの魔力の衝突から五人の部下を守るほどの水準に達している。また正伝103巻ではイェライシャからグラチウスの、あるいはイェライシャ（イェライシャ自身はグラチウスの七割）の三割の魔力を持っており、これは同じ年齢だった時の自分やグラチウスより上とまで言われている。また、当人は結界など防御的な魔術が得意だと認識していたようだが、イェライシャからどちらかといえば攻撃型であると助言されている。
解説本『グイン・サーガ・オフィシャル・ナビゲーションブック』の企画で実施されたキャラクター人気投票では4位。
リギア・レリウス・アルリウス
パロの聖騎士伯。黒髪、長身、引き締まった豊満な体つき。父は聖騎士侯ルナン、母はエレナ。愛馬は牝馬マリンカ。武人らしくさっぱりした性格の持ち主で、女性でありながら聖騎士となった。アルド・ナリスとアル・ディーンの乳兄弟で、幼少時は彼らとともに実の姉弟のようにマルガ湖畔の離宮で育った。
病に冒されたスカールが一時クリスタルに滞在した際に、彼と恋仲になった。恋多き奔放な女性としても知られるが、それらの恋はスカールとのもののように真剣なものではなかったようである。ナリスに対して絶対の忠誠を誓っており、黒竜戦役後のモンゴール占領時には、その体を兵に与えてナリスをクリスタルに潜入させたり、モンゴールの隊長カースロンを籠絡して裏切らせるなど、ナリスのためであればその身を投げ出すことも厭わない。だが、自分がナリスを信頼するほど、ナリスが自分を信頼していないことを自覚してもおり、そのことでセンチメンタルな絶望感にしばしば捕らわれるような一面もある。
ヨナ・ハンゼ
パロ宰相代理。ヴァラキア、カルア出身。父は石屋のハンゼ、母はイリシア、姉はルキア。黒髪、灰色の目、痩身。敬虔なミロク教徒。幼いころから学問に対して天才的な才能を発揮していた。
アモン
パロ王子。父はパロ前聖王レムス。母はレムス妃アルミナ。実はグル・ヌーに巣食っていた邪悪な宇宙精神生命体で、キタイの魔道竜王ヤンダル・ゾッグの手によって母アルミナの胎内に植え付けられ、パロ内乱勃発前夜に誕生した。生誕時は、中心に一つ目を持つ渦のような存在だったが、まもなくして人型を取るようになり、色合いをさまざまに変化させる髪や瞳を持つ美少年へと、わずか数ヶ月の間に成長した。強力な魔力の持ち主であり、ヤンダル・ゾッグとともに父レムスを傀儡として、クリスタルを魔都と化した張本人でもある。
アルミナ・アル・ジェヌス・アルドロス・ヴァレン
パロ前聖王妃。金髪、青い瞳。夫はパロ聖王レムス一世。父はアグラーヤ王ボルゴ・ヴァレン。母はアグラーヤ王妃デュアナ。息子にアモン。妹にエリス、ロザリア、ヤスミナ。
ファーン
パロの公爵。ベック公。妻はマール公爵妹フィリス。息子にルチウス。父はパロ前聖王アルドロス三世弟アルディス王子。弟にアラン（夭逝）。パロ聖騎士団総司令官にして大元帥。謹厳実直にして正義感が強く、人に対する思いやりにあふれ、人々からの信頼は厚い。
リーナス
パロの副宰相、官房長官。聖騎士伯。父はパロ元宰相リヤ公爵。妻はオヴィディウス聖騎士侯妹ミネア。2人の娘。金髪、青い目。王族の血を引く名家の出身らしく、性格はおっとりとして、極めて気楽なお人好し。幼少時は利発な少年であり、また若いころは切れ者とも呼ばれ、ナリスのパロ帰還に際して一役買うなどモンゴール占領下からのパロ奪還戦においても功績を挙げたが、その名声は忠臣であったヴァレリウスの能力に負うところが多く、本人の能力としては平凡なものに留まっていた。
フェリシア
パロの貴婦人。弟にサラミス公ボース、伯爵ルハス、子爵ラウス。傾国の美女として知られる。また、恋多き女としても知られ、十数回の離婚と結婚を繰り返したが、それでも容色は衰えることなく、長期にわたってパロ宮廷一の美女の名をほしいままにした。アルド・ナリスとは一時、恋仲であった。
アドリアン
パロの聖騎士侯。父はカラヴィア公アドロン。金髪、青い目の美青年。年若ゆえ未熟なところはあるが、正義感にあふれる好青年。長らくリンダとの結婚を夢見ていた彼女の崇拝者であった。
ルナン
パロの聖騎士侯。娘に聖騎士伯リギア。妻はエレナ。古風な武人であり、性格は謹厳にして頑固一徹。アルド・ナリスの父アルシスの忠実な部下である。
リヤ
パロの公爵。元宰相。息子に聖騎士伯リーナス。パロ前聖王アルドロス三世の股肱の臣であり、長く彼のもとでパロの内政・外政両面の中心となっていた。若者の養育にも熱心で、ヴァレリウスやヨナ・ハンゼを引き取り、優れた教育を施した。
ラン
神聖パロ王国クリスタル義勇軍司令官。オー・タン・フェイ私塾塾頭。カラヴィア出身。妻はレティシア。一子あり。ヨナ・ハンゼとは親友。右手の指が2本欠けている。
ギース
パロのヤヌス神殿の先々代祭司長兼神殿長。宗教侯。サラの父親でもある。
ヤルー
ヤヌスの塔の祭司で魔道士。
シモン
アルド・ナリス付きの小姓で、ナリスがモンゴールの虜囚としてクリスタル・パレスに軟禁されていた時に側に仕えていた。
テルシデス
パロの伯爵にして、聖騎士。ベック公ファーンの右腕を務めており、黒竜戦役の際もファーンに同行してアルゴスに滞在していた。
ヤーナ・デビ
パロ王家の出身にして、パロのサリア神殿の祭司長兼尼僧長。
ディラン
アルド・ナリス配下の一級魔道師。後にパロ魔道師ギルドの上級魔道師となる。
スニ
パロ聖女王リンダの侍女。ノスフェラスの矮人族セム族の娘で、大族長ロトーの孫娘。セム族であるゆえ、知能はやや劣ってはいるものの、その性格は忠義と優しさにあふれており、リンダの孤独を癒す最大の友となっている。パロ宮廷にあっては異色の存在だが、その忠誠ぶりや愛らしさで「さしもすれっからしの」パロ宮廷人の心をも打たずにはいられない存在ともなっている。
アッシャ
パロの下町の宿屋の娘。鮮やかな赤毛を持つ。両親を虐殺した竜頭兵らへ復讐する力を得るためヴァレリウスに魔道を師事する。魔道について有り余る才能を持つ。

### ゴーラの人物

#### ゴーラ王国の人物
カメロン・バルザディ
ゴーラ王国宰相。ヴァラキア出身。黒髪、黒い瞳。鍛え上げた長身に口髭を蓄えた、剛毅にして瀟洒な男。独身。祖国ヴァラキアでは海軍提督にして、主力船オルニウス号の船長をつとめていた。領主であるヴァラキア公ロータス・トレヴァーンや部下たちからの信頼は極めて篤く、部下たちからは「おやっさん」として親しまれていた。冷静沈着だが、自ら間諜めいた行動を起こすような無鉄砲な一面もある。武人としては海戦が専門ながら、陸戦もそつなくこなし、ゴーラの動乱の際には陸軍を率いてクム大公タリオを討ち取ったこともある。また、知性豊かで弁舌もたつ。
アリストートス
モンゴール軍師、参謀長。パロの寒村モルダニアの出身。片目がつぶれ、背骨が曲った、矮躯の醜い男。独身。
マルコ
ゴーラの准将。イシュトヴァーンの第一の側近にして近衛長官。ヴァラキア出身。独身。
ブラン・クィーグ
ゴーラの准将。カメロン率いるドライドン騎士団の現副団長。ヴァラキア出身。グインも認めるほどの剣の使い手である。
アストルフォ
ドライドン騎士団の老騎士。「髭の騎士」、知的で篤実な性格で若者達の監督者。ヴァラキア海軍時代は「竜巻」の異名を持つ英雄として知られていた。
アルマンド
ドライドン騎士団員。「楽器の騎士」、肩に届く金髪の巻き毛の美青年。生真面目な性格で弦楽器を愛する。
ヴィットリオ
ドライドン騎士団員。「巻き毛の騎士」、アルマンドの同期。黒髪の巻き毛の伊達男。要領がよく女好き。
デイミアン
ドライドン騎士団員。「大剣の騎士」、ノルン海の沿岸の生まれで元海賊。銀髪白皙。
ミアルディ
ドライドン騎士団員。「斧の騎士」、デイミアンと同じく北方人の元海賊。長くもつれた火のような赤髪。デイミアンと共にカメロンに惹かれ部下となる。
シヴ
ドライドン騎士団員。「黒い騎士」、南方クシュ出身の寡黙な青年。黒檀のような漆黒の肌を持つ。元奴隷でカメロンに助けられた。高い戦闘能力を持つ。
アリサ・フェルドリック
モンゴールの貴族の娘。黒髪、青い瞳。父は元アムネリス旗本隊隊長フェルドリック・ソロン。敬虔なミロク教徒。
ドリアン
ゴーラ王国王太子。黒髪、緑の瞳。父はゴーラ王イシュトヴァーン。母はゴーラ王妃アムネリス。異母兄にスーティ（小イシュトヴァーン）。イシュトヴァーンの次男。
サウル・メンデクス・ブロス・モンゴーラ三世
ゴーラ帝国第百三十代皇帝にして、ゴーラ帝国最後の皇帝。

#### モンゴール大公国の人物
ヴラド・モンゴール
モンゴール初代大公。妻はアンナ。長女は第二代モンゴール大公アムネリス。長男は公子ミアイル。きわめて野心的な人物であった。
ミアイル
モンゴールの公子。父はモンゴール元大公ヴラド・モンゴール。母はヴラド妃アンナ。姉にモンゴール前大公アムネリス。守役は叔父のユナス伯爵。金髪、緑の瞳。母親似の極めて内気でおとなしい性格で、果断な姉アムネリスに憧憬とコンプレックスを抱いていた。
アストリアス
モンゴールの子爵。父はモンゴール伯爵マルクス・アストリアス。黒髪、黒い瞳、長身。独身。アムネリスに心酔していた勇猛な若き騎士で《ゴーラの赤い獅子》などの異名を取った。
ポラック
モンゴールの赤騎士でアストリアスの副官兼友人。マルクス・アストリアス伯爵の部下。
マルス・オーリウス
モンゴールの伯爵。元青騎士団隊長。元ツーリード城主。第七青騎士大隊長。息子にモンゴール伯爵マリウス・オーリウス。前モンゴール大公アムネリスの幼少時からの守役で、彼女の厚い信頼を受けていた。
マリウス・オーリウス
モンゴールの伯爵。前青騎士団司令官。父はモンゴール伯爵マルス・オーリウス。物語開幕当初は子爵であり、兵役期間を務めあげて中隊長の旗をもらったばかりであった。アムネリスによるモンゴール奪還戦に加わった際に父の跡を継ぎ、マルス伯を名乗るようになる。
ハラス
モンゴールの大尉。現マルス伯爵のいとこ。アムネリスの死後に勃発したモンゴールでの反乱で、反乱軍の指揮官を務めていた。
ヴロン
モンゴールの伯爵で、アムネリス親衛隊の小隊長を務めていた巨漢。ヴラド大公の遠い一族。顔は醜い。
リーガン
モンゴールの小伯爵で、赤騎士隊隊長。アルヴォン城元城主リカード伯爵の息子で、アストリアス子爵とは親友同士だった。
ガランス
モンゴールの少佐で、青騎士隊中隊長。マルス・オーリウスの若いころから仕えており、信頼する副官であり友人でもあった。
タンガード
モンゴールの黒騎士隊隊長。ヴラド大公曰く立派な騎士で良い戦士。
ボーラン
モンゴールの伯爵。元黒騎士団長官にしてタイランの前のパロ占領軍司令官。
タイラン
モンゴールの伯爵で、白騎士隊大隊長。黒竜戦役ではパロ占領軍司令官を務めていた。ナリス曰く大した武将ではないが頭は悪くない。トーラス生まれであることを鼻にかけ、気取ってはいるが、自分の根本的な気質はモンゴール人のものであることはよく理解している。部下であるカースロンとは彼我の気質、特にカースロンが反発心を燻ぶらせつつ激発しないことから相性が悪く、いろいろと嫌がらせを行っていた。一方で同じ白騎士に対してはブルクを優遇したりカースロンを討ったヨーハンの手柄を大いに褒めるなど、親身である。
ネロン
モンゴールの白騎士で、タイランの副官。
カノース
モンゴールの黒騎士隊小隊長で、カースロンの側近。
レンツ
モンゴールの伯爵で、白騎士団の隊長。
メンティウス
モンゴールの青騎士団長官。メンティウス司令。
サイデン
腹に一物を持った男で、モンゴールの文人を気取っている。
ランス
ゴーラ王国の将軍、ヤヌス騎士団司令官。元モンゴールのファーレン子爵、黒騎士団准将。父は第二次黒竜戦役で処刑されたモンゴール左府将軍ローザン。
ルシア
フロリーと共にアムネリスに仕えていた元侍女。
フロリー・ラゲイン
モンゴール前大公アムネリスの元侍女。ミロク教徒。息子にスーティ（小イシュトヴァーン）。13歳で正式にアムネリス付きの女官となってからは、ほぼ常に彼女のそばにあってともに行動し、第二次黒竜戦役後にアムネリスがクムの虜囚となった際にも、ただ一人彼女のそばで仕えていた。アムネリスへの忠誠心は極めて高く、一時は同性愛めいた関係になったこともある。
スーティ・ラゲイン（小イシュトヴァーン）
2歳半になる男児。父はゴーラ王イシュトヴァーン。母はアムネリスの元侍女フロリー。異母弟にゴーラ王太子ドリアン。本名は、父の名をもらってイシュトヴァーン。愛称スーティはイシュトヴァーンの幼いころの愛称イシュティが転じた呼び名である。父譲りの黒髪、黒い瞳の持ち主で、なかなかに気が強く、幼児としては抜群の落ち着きと判断力を備えてもおり、将来の大物を予感させる存在である。その性格と運命から、グインに我が子のように愛された。なお、ヤガ脱出後に突如現れたグラチウスによれば、スーティを「恐るべきエネルギーを秘めた運命の子」と評している。
オロ
モンゴールの首都トーラスの居酒屋〈煙とパイプ亭〉を経営するゴダロ、オリー夫婦の長男。弟にダン。徴兵されて軍人となり、辺境のスタフォロス城に配属された。青い目を持つ長身の勇敢な青年で、正義感にあふれ、民間の出である割には、剣の腕前はなかなかのものである。
ゴダロ一家
トーラスの下町・アレナ通り十番地の居酒屋〈煙とパイプ亭〉を経営する一家。ゴダロ、オリーの老夫婦と、その次男ダン、ダンの妻アリス、それにダンとアリスの間に誕生した男女の双子からなる。
ルグルス
モンゴールの伝令で、アグラーヤに潜入した間諜。

#### ユラニア大公国の人物
オル・カン
ユラニア第五十代大公。妻はルーエラ。娘にエイミア、ネリイ、ルビニア。3人の娘は醜女として有名で、「ユラニアの三醜女」などと揶揄された。なかなかに狡猾な大公として知られ、平時にあってはよく国を治めてもいたが、動乱にあってはやや治世の能力に欠けるところもみられる。
オー・ラン
ユラニアの右大将軍にして、ユラニア禁軍の総司令官。ユラニアの特に軍事面においては、実質的な施政者でもあった。《青髭》の異名で知られ、中原最強の戦士の一人として、かつてはグインの正体の候補として挙げられたこともある。公女ネリイの剣の師であると同時に、愛人でもあった。
ネリイ
ユラニア第五十一代大公。ユラニア元大公オル・カンと大公妃ルーエラの次女。姉にエイミア、妹にルビニア。夫はクム公子タルー。女性ながら、愛人であったオー・ランの薫陶もあってか、なかなか武芸に優れている。男勝りで残虐なところも多分にある性格に、大柄で筋肉質な体格で、その風貌は時としてイノシシにたとえられる。もっとも、本人は似合いのパンツスタイルよりもピンクを中心とした少女趣味のドレスを好んでおり、そのお世辞にも似合わぬ風体で周囲を辟易させることも多い。
エイミア
ユラニア公女。ユラニア元大公オル・カンと大公妃ルーエラの長女。妹にネリイ、ルビニア。婚約者はクム公子タル・サン。表情はつねに険しく、ひょろ長い体型で、その風貌はよく墓場のイトスギに例えられていた。強欲で吝嗇な金の亡者としても知られ、華美を好まず、その個人資産はユラニア一国の資産をもしのぐとさえ云われた。
ルビニア
ユラニア公女。ユラニア元大公オル・カンと大公妃ルーエラの三女。姉にエイミア、ネリイ。婚約者はクム公子（当時）タリク・サン・ドーサン。クジラ（ガトゥー）にもたとえられる巨大な肥満体で、自力では歩く事はおろか、立つ事さえもできない。もともとは人並みの知能があったらしく、自分からこのような状態になったとの描写もなされたが、経緯は一切不明。
リーロ・ソルガン
ユラニアの男児。麦わら色の髪を持つ利発な少年。大工を営むミロク教徒の一家に生まれ、三人の兄弟とともに育った。

#### クム大公国の人物
タリオ・サン・ドーサン
元クム大公。妻はユラニア元大公オル・カンの妹デリア。父は先々代クム大公タリム・ヤン。息子にタルー、タル・サン、タリク。異母妹にケイロニア元皇后マライア・タル・クラディン。白髪、肥満体。勇猛で、若いころは自ら陣頭に立つ武将大公として知られていた。第二次黒竜戦役後には、一時、虜囚としたアムネリスを自らの愛妾としていたこともある。3人の息子のうち、末っ子のタリクを溺愛しており、そのことが長男タルーを主導者のひとりとする、クムの三公子とユラニア三公女との合同結婚式の際のクーデターの遠因ともなった。
タルー
元クム公子。父は元クム大公タリオ・サン・ドーサン。母はタリオ妃デリア。妻はユラニア大公ネリイ。弟にタル・サン、タリク。勇猛な武将として知られたが、好色な乱暴者でもあり、国内における人望は低かった（だがそれでも大物の支持者がいた）。三男タリクを溺愛する父との仲は年々悪化していた。
タル・サン
クム公子。父は元クム大公タリオ・サン・ドーサン。母はタリオ妃デリア。婚約者はユラニア公女エイミア。兄にタルー。弟にタリク。吝嗇で打算家の風采のあがらない小男で、ネズミ面と称される。陰謀を好む性格でもある。
タリク・サン・ドーサン
クム大公。父はクム前大公タリオ・サン・ドーサン。母はタリオ妃デリア。元婚約者にユラニア公女ルビニア。兄にタルー、タル・サン。父タリオの溺愛を受けたためか、典型的な坊っちゃん気質の持ち主である。
アン・ダン・ファン
クムの前宰相。タリクのじいであり、タリクからは最も頼りにされている。権謀術数に長けたタイ・ソン伯爵も彼にかかればまだまだ小僧っ子である。
エン・シアン
クムの現宰相。
ガンダル
クムの首都ルーアンの剣闘士。身長2タールを越える巨人。年に一度、クムの大都市タイスで開催される〈水神祭り〉の大闘技会において、20年間不敗を誇る大闘王として君臨している。その名声は中原中に響いており、かつてグインの正体が取りざたされた際には、その候補として真っ先に名があがったこともある。
タイ・ソン
タイス伯爵。残虐で我儘な性格で、気に入らない者は容赦なく処刑する。娘のアン・シア・リンをタリクに嫁がせようと躍起になっている。
アン・シア・リン
タイス伯爵令嬢。タイ・ソンの長女で、妹はタイ・メイ・リン。妹同様、タイ・ソンにそっくりな不細工な容貌をしている。父親同様、残虐で我儘な性格をしている。
マーロール
タイスの剣闘士で、〈白のマーロール〉と呼ばれている。実はタイス伯爵タイ・ソンとその愛人ルー・エイリンとの間に出来た息子である。
ドーカス・ドルエン
タイスの剣闘士で、〈青のドーカス〉と呼ばれている。実直な性格をしている。

### ケイロニアの人物
アキレウス・ケイロニウス
ケイロニア第六十四代皇帝。父はケイロニア第六十三代皇帝アトレウス。妻はクム元大公タリオ妹マライア・タル・クラディン。愛妾にユラニア貴族ユリア・ユーフェミア。娘にオクタヴィア、シルヴィア。弟に元ケイロニア大公ダリウス・ケイロニウス。鋼鉄色の瞳、白髪まじりの頑健な老人。英名果断な名君として名高く、獅子心皇帝の異名をとり、重臣や国民からの崇拝と信頼を集め、敬愛されている。規律を極めて重んじる反面、その判断を下すに際しては十分に情状を酌量してもおり、慈愛と厳格のバランスに秀でた施政を行っている。
シルヴィア・ケイロニアス
ケイロニア王妃。夫はケイロニア王グイン。父はケイロニア皇帝アキレウス・ケイロニウス。母はアキレウス妃マライア・タル・クラディン。異母姉にオクタヴィア・ケイロニアス。金髪、くるみ色の瞳、小柄で痩身。オクタヴィアが現れるまではケイロニア皇帝家の唯一の後継者であったため、その重圧に耐えかねた部分もあってか、周囲に対して極めて我儘なふるまいを見せ、その評判はあまり芳しいものではなかった。
オクタヴィア・ケイロニアス
ケイロニア皇女。父はケイロニア皇帝アキレウス・ケイロニウス。母はアキレウスの愛妾ユリア・ユーフェミア。娘にマリニア。異母妹にシルヴィア・ケイロニアス。夫はパロ王子アル・ディーン（吟遊詩人マリウス）だが、事実上の離婚状態にある。月の光にもたとえられる美しい銀髪に青い瞳を持つ長身の美女で、女性ながらになかなかの剣の腕前でもある。
マリニア
ケイロニア皇孫。父は吟遊詩人マリウスことパロ王子アル・ディーン。母はケイロニア皇女オクタヴィア。金色の巻き毛と、大きな瞳の愛らしい女児。マリウスの素性が隠されていたゆえ公にはなっていないが、ケイロニア皇帝家とパロ聖王家双方の血を引く、極めて注目されるべき存在でもある。いつでも機嫌よく、にこにことしているが、実は先天性あるいは生後早い時期に重度の聴覚障害児となっていたようである。
マライア・タル・クラディン
ケイロニア皇后。夫はケイロニア皇帝アキレウス・ケイロニウス。娘にケイロニア王妃シルヴィア。父はクム元大公タリム・ヤン。異母兄にクム元大公タリオ・サン・ドーサン。骨太で痩身だが長身。男のようにごつい顔と大きな口の持ち主。美人であるとはお世辞にも云えず、サウル皇帝とその側近にも「クムでまだ良かったがパロなら見世物小屋だ」などと陰口を叩かれたこともある。非常に嫉妬深い性格をしている。
ダリウス・ケイロニウス
ケイロニア元大公。父はケイロニア第六十三代皇帝アトレウス。兄にケイロニア第六十四代皇帝アキレウス・ケイロニウス。妻はユラニア公爵マックス・リン妹アントニア。英明な兄に対して強い嫉妬心を抱き、兄に代わって皇帝位に就く野望を常に抱いていた。
ダルシウス・アレース
ケイロニアの元黒竜将軍。鉄灰色の髪と鋭い眼を持つ老人。ケイロニアの首都サイロンを訪れたグインを傭兵として迎え入れた。当時、グインの最も良き理解者でもあった。
ハゾス・アンタイオス
ケイロニアのランゴバルド選帝侯。ケイロニア宰相。外交担当相を務めたこともある。妻はアトキア選帝侯ギラン息女ネリア。娘にミニア、ほか2人。青灰色の瞳の端正な顔立ち。極めて聡明な人物として知られ、武官の多いケイロニアにあっては数少ない有能な文官であり、まだ若いながらもかなりの人望を集め、皇帝の右腕と称されている。サイロンにやってきて間もない、まだダルシウスの傭兵であったグインと出会ったときから、身分の違いを超えてグインと厚い友誼を結んでいた。その友情はグインがケイロニア王となった現在でも変わることなく、グインが最も信頼する股肱の臣となっている。
アウルス・フェロン
ケイロニアのアンテーヌ選帝侯。息子にケイロニア子爵アウルス・アラン。娘にワルスタット選帝侯ディモス妃アクテ。灰色の瞳、白髪の剛毅な老人。選帝侯の長老格で、事実上、アキレウス帝、グイン王に次ぐケイロニア宮廷における実力者である。アキレウス帝とも気心の知れた仲であり、宮廷の内外からの信頼は極めて高い。
ディモス
ケイロニアのワルスタット選帝侯。妻はアンテーヌ選帝侯アウルス・フェロン息女アクテ。息子にマイロン、ラウル、ユーミス。娘にイアラ、サーラ。金髪、青い瞳、長身の、ケイロニア宮廷一の美男子であり、〈太陽侯〉の異名を持つ。かつてはケイロニア皇女シルヴィアに横恋慕され、生真面目で純朴で朴訥で、家庭をなによりも愛する彼は、その我儘な求愛ぶりにおおいに悩まされていた。ランゴバルド選帝侯ハゾス・アンタイオスの親友でもある。
ゼノン
ケイロニアの金犬将軍。北方のタルーアン人の血を引く、赤毛、青い瞳、鍛え上げられた巨躯の持ち主。独身。グインとの対比から、その姿は神話に登場する豹頭の神シレノスの従者バルバスにしばしばたとえられる。剣や戦車競争を始めとする武術の達人で、まだ20代の若年ながら近衛部隊の指揮をまかされている。性格は純朴にして素直。グインを心から崇拝している。
トール
ケイロニアの黒竜将軍。金髪、青い瞳の武人。アトキア選帝侯領出身。独身。性格は陽気で、長い傭兵生活を反映して、世事に長けている。単純な武人のように見えて、なかなかの知性の持ち主でもあり、将軍としてもまずまずの評価を受けている。
ロベルト
ケイロニアの十二選帝侯の一人であるローデス侯。盲目で明哲な性格をしており、アキレウスたちの良き相談役になっている。
ヴィール・アン・バルドゥール
ケイロニアの子爵。ケイロニア前皇帝アトレウスが、タルーアン人の女性との間になした私生児を父に持っており、それゆえにケイロニアに現れた際に子爵の地位を与えられた。赤毛、青い瞳、色白。タルーアンの血を僻んでか、性格は極めて陰険で嫉妬深く、かつ執念深く、〈ドールの水蛇〉などと呼ばれて、多くの人々から嫌われていた。
ガウス
ケイロニアの准将。ケイロニア王グイン直属の特殊親衛隊〈竜の歯部隊〉の隊長。青い瞳を持つ小柄な武人。ケイロニア軍の精鋭中の精鋭として、グイン自らが鍛え上げた千人から構成される部隊の隊長を任されるだけあって、極めて沈着冷静で判断力にも優れた切れ者である。グインに対しては絶対的な忠誠を誓っている。
ヴァルーサ
ケイロニア王グインの愛妾。イェライシャによれば、その名は『黄金の盾』を示しているという。
パリス
シルヴィア付きの武官。寡黙だが剣の腕はいい。女官たちからは気味悪がられていたがシルヴィアには忠実で、どんな理不尽な命令でも従う。
シリウス
シルヴィアの産んだ男児。父親は明確にされていない。
アルリウスとリアーヌ
137巻「イリスの炎」で誕生した、グインとヴァルーサの間に産まれた男女の双子。

### 草原の人物
リー・ファ
アルゴスの黒太子スカールの内縁の妻。父は騎馬民族グル族族長グル・シン。長い黒髪、黒い瞳の切れ長の目、すらりとしたしなやかな体つき。14歳の時にスカールに見初められて以来、スカールに一途な愛情を捧げ、戦時でも平時でも常にスカールのそばに付き添っていた。
スタック
アルゴス王。父はアルゴス前王スタイン。妻はパロ元聖王アルドロス三世の末妹エマ。息子にスーティン。異母弟にアルゴス黒太子スカール。母はパロの王女。学者肌で英明な名君として名高く、パロの文明・文化を取り入れることによる国の近代化に熱心だが、そのことが国内の一部騎馬民族の反発を招いてもいる。

### 沿海州の人物
ボルゴ・ヴァレン
アグラーヤ王。妻はデュアナ。娘にパロ前聖王レムス一世妃アルミナ、エリス、ロザリア、ヤスミナ。母はパロの王女。なかなかにやり手の名君として知られ、〈アグラーヤの鷹〉との異名をとる。
ダゴン・ヴォルフ
アグラーヤの宰相にして、沿海州会議議長を務める七十歳の老人。レンティアの王女を妻に、トラキアの領主オルロックをいとこにもつ。
トール・ダリウ
アグラーヤ海軍の老提督で、アグラーヤの御座船〈サリア号〉の船長。カメロンとは気心の知れた親友同士である。息子にアグラーヤ海軍准提督アール・ダリウ。
フレイ
アグラーヤ海軍の青年士官で、〈サリア号〉の乗組員。
アンダヌス
自由貿易都市ライゴール市長兼評議長。商業の神ミゲルの生まれ変わりともいわれる大商人。肥満体に大きな赤い鼻、分厚い唇、まぶたが垂れ下がった半眼という、醜怪にして印象的な容貌の持ち主。「沿海州でいちばん醜い支配者」、「ライゴールの蛙」などと呼ばれる。
ロータス・トレヴァーン
ヴァラキアの領主であるヴァラキア公爵。黒髪、黒い瞳、髭をたくわえる英明な名君として知られている。
オリー・トレヴァーン
ヴァラキア公弟。兄はヴァラキア公ロータス・トレヴァーン。飽食の神バスにも例えられる肥満体。英明で知られる兄とは対照的に、性格はだらしなく、快楽主義的で極めて享楽的であり、お世辞にも知的であるとはいえず、家臣からの人望はゼロに等しい。食欲と性欲ばかりが旺盛な男色家である。
ヨオ・イロナ
レンティアの女王。巨大な肥満体をしている。
アウロラ
レンティアの王女。ヨオ・イロナの娘で、外伝25巻「宿命の宝冠」の主人公。普段から男装をしている。父はアンテーヌ侯アウルス・フェロン。ケイロニア子爵アウルス・アランやディモスの妻であるアクテは異母兄弟にあたる。
オルロック
トラキア自治領の領主で伯爵。
コルヴィヌス
イフリキアの総督。
ミリア
アグラーヤのヴァーレンにある《ウミネコ亭》の娼婦で看板娘。

### タリア伯爵領の人物
ギイ・ドルフュス
タリア伯爵領の領主であるタリア伯爵。
アレン・ドルフュス
ギイの妹でタリア子爵。容姿は優れていないが、高潔な内面が周囲に高く評価されている。〈レントの白いバラ〉と呼ばれている。アムネリスと親交が深く、妹同然に可愛がっていた。

### ヤガの人物
イオ・ハイオン
表向きはヤガの大商人だが、実は《新しきミロク》の幹部である中年男性。
エルラン
イオの屋敷でヨナとスカールに忠告した男装の少女。《ミロクの兄弟姉妹の家》に八年も止め置かれている。
ジャミーラ
巨大な黒人女で、「ミロクの聖姫」と名乗っている魔道師。その正体は、外伝「七人の魔道師」に登場する〈黒き魔女〉タミヤ。
カン・レイゼンモンロン
《新しきミロク》の大導師。ミロクのために働く全ての使徒の上に立つとされる。ヤンダル・ゾッグ配下の竜人。
イグ＝ソッグ
外伝「七人の魔道師」に登場するイグ＝ソッグ本人。山羊頭、蹄をもつ脚をした一つ目の怪物。理性を失った状態であったがイェライシャによって理性を取り戻し、以降はイェライシャの命に従う。
ベイラー
外伝「七人の魔道師」に登場する〈石の目のルールバ〉。
イラーグ
外伝「七人の魔道師」に登場する〈矮人エイラハ〉。
ババヤガ
外伝「七人の魔道師」に登場する〈長舌のババヤガ〉本人。
ヤロール
《新しきミロク》の最高位である超越大師を名乗る。かつては、ソラ・ウィン、ヤモイ・シンの弟子であった。
ソラ・ウィン
神殿の最下層に閉じ込められていたミロクの老僧。「干した猿の死骸」のようなミイラ状態。
ヤモイ・シン
神殿の最下層に閉じ込められていたミロクの老僧。ソラ・ウィン同様にミイラ状態だが、元から顔に丸みがあるため「千した林橋」のような顔となっている。

### キタイの人物
ヤン・ゲラール
中原ではキタイの暗殺教団として知られる教団〈望星教団〉の第三十代教主。金髪の美男であるが、〈望星教団〉独特のアルゴン化と呼ばれる体の石化が進行しており、右半身は青緑色の水晶状になっている。もっとも、彼のように体の半身だけがアルゴン化するのは、極めて特異な例であるらしい。キタイの魔道竜王ヤンダル・ゾッグとは激しく対立している。
リー・リン・レン
ホータンの抵抗グループ〈青星党〉のリーダーをつとめる青年。小柄で片足が不自由だが、知力、胆力、統率力に極めて秀でた、天性の指導者である。もともとは、魔道竜王ヤンダル・ゾッグの支配下で魔都と化したホータンで生き延びるために少年たちが結成した武装集団〈青鱶団〉のリーダーをつとめ、少年たちの信頼を集めていた。

### ノスフェラスの人物
ドードー
ノスフェラスの巨人族ラゴンの族長。勇者ドードー。娘にラナ。2タールをはるかに超える身長と、鋼のように鍛えられた肉体を誇る、グインよりも巨大な数少ない人物のひとりでもある。〈勇者ドードー〉とは一族随一の勇者の称号であり、ドードーと並ぶ一族の指導者である〈賢者カー〉とともに代々受け継がれてきた称号である。グインをノスフェラスの王として崇める一方で、彼の親友のひとりでもあるが、ノスフェラスの王であるグインがノスフェラスを不在にしていることには大いに不満を抱いており、そのことでしばしばグインと衝突し、一騎討ちに及ぶこともあった。
ロトー
ノスフェラスの矮人族セムの最大部族ラク族の前大族長。孫娘にスニ。セム族としては異例の長命を保ったといわれ、他のセム族からも敬意を払われる、セム族全体の族長のような存在でもあった。セム族の中では数少ない、中原の言葉を理解する人物のひとりでもある。
シバ
ノスフェラスの矮人族セムのラク族の族長。大族長ロトーの後継者。父は同名のシバ。筋肉のよく発達した、セム族としてはかなり大柄な男で、知性も優れている。いまではセム族としては初老の男となったが、グインに対する深い心酔は、若いころと変わるところはない。

### 魔道師
グラチウス
ドールの最高祭司にして、世界三大魔道師のひとりに数えられる黒魔道師。〈闇の司祭〉。限りなく年老いてひからびたミイラのような風貌の老人。年齢は三千歳以上ともいわれるが、パロに残る記録によれば八百余歳程度であるらしい。極めて強力な魔力を誇り、彼ひとりでパロ魔道師ギルドに所属する白魔道師全員を合わせたそれを凌駕するらしい。
若いころから世界支配の野望に満ちており、魔道十二条に背いたものとして、ドール教団を設立したともいわれる。性格は極めて邪悪にして冷酷で、自らの野望の実現のためには他者を破滅させることになんのためらいも見せないが、一方でどこかおちゃらけたような剽軽なところもあり、稚気にあふれた憎めない老人でもある。また、なにかというと自慢話をしたがる困った性癖もあり、第一の手下である淫魔ユリウスの下品さとともに、周囲をいつも辟易させている。
ロカンドラス
ノスフェラスの中心部、グル・ヌーの周辺を自らの結界とする、世界三大魔道師のひとりに数えられる魔道師。〈北の賢者〉。齢千年を超えるといわれる、骸骨のように痩せた小柄な老人。白魔道師であるとされるが、かつて魔道十二条の制定者たるアレクサンドロスへの協力を拒んでパロを去ったともいわれ、俗世の争いに関わることなく、ひとり世界生成の秘密と宇宙の黄金律への観相を行うことをもっぱらとしている。魔道師の中では、魔道に対してもっとも科学的な見方をしている人物でもある。最近になって入寂し、肉体は滅びたものの、魂は精神生命体となって生き続けており、その魔力もいくつかの制限を除けば、生前とほぼ変わらないようである。
彼の最大の関心は、グル・ヌーと、その地下に眠る星船にあった。自身の類いまれな魔力によって身を守り、ただひとり強烈な瘴気に満ちたグル・ヌー内部へ侵入することの可能であった彼は、その生涯のほとんどをその研究に捧げたといっても過言ではない。
アグリッパ
世界三大魔道師のひとりに数えられる大魔道師。ハルコン出身。〈大導師〉。カナンを大災厄が襲う直前に生まれ、三千年以上の齢を誇る。その生涯をひたすら研鑽に努めたゆえ、その魔力は極めて強大で、同じ世界三大魔道師に数えられるロカンドラスやグラチウスも到底及ぶものではない。いくつかの人造生命の創造にも成功している。アグリッパ自身は、しばらくノスフェラスに居をかまえたのち、地上に存在が許されないほどの強大なエネルギーを持つ精神生命体へと進化を遂げたため、現在は地上を離れて、他の広大な無人の惑星にその身をおいている。魔道師が白魔道師と黒魔道師に分かれる前から存在しているため、どちらにも属さないが、自身の関心が俗世を離れた大宇宙の運命の観相に向いているためか、俗世に対して野望を向ける黒魔道に対しては、あまりよくは思っていないようである。なお、一部からはその存在が疑問視されるほど、長期にわたって人前に姿を現していなかった。
ヤンダル・ゾッグ
キタイの魔道竜王。遠い過去に別の惑星から飛来したインガルスの竜神族の末裔にして、ウルクの竜の民を名乗り、竜頭人身の異形を持つ。種族の悲願でもあった故郷の星への帰還を目指した。
イェライシャ
世界三大魔道師に次ぐ力を持つ白魔道師。ハイナム、カナリウム出身。すらりとした長身、長い白髪の老人。〈ドールに追われる男〉。グラチウスの兄弟子にあたり、グラチウスよりも長い千年の齢を誇っている。もともとは悪魔神ドールの徒として、グラチウスとともにドール教団の創設に深く関わり、教団の最高司祭も務めたという。
カル＝モル
キタイ出身の魔道師。元パロ王立学問所所長カル・ファン、キタイの首都ホータンのゼド教の僧侶カル＝カンとは同族であるらしき事が作中で示唆されている。
ルカ
サイロンのまじない小路に住まう魔道師。〈世捨て人〉。もっとも、まじない小路にあるのは、彼の結界の入り口のみであり、結界そのものはノスフェラスにあるらしい。予知の力に極めて秀でているものの、それ以外の魔道についてはさほど強い力は持っていない。もっとも、それは予知の力を得るために、その他の力を犠牲にしているためであるらしい。
ガユス
モンゴールに程近い自由国境地帯にある派遣魔道士ギルドに所属する魔道師。
オーノ
アリストートスに雇われていたヤミ魔道師で、あらゆる毒物を扱うことが出来る。実際はホータン魔道師ギルド所属の魔道師である。

### 怪物、魔物
ホーリー・チャイルド（フモール）
巨大なひとつ目の巨大な頭を持つ、手も足もない芋虫のような奇怪な胎児状の生物。魔道師ロカンドラスらの証言によれば、この生物は高い知性を持つという。キタイの魔道竜王ヤンダル・ゾッグの語るところによると、彼の先祖である竜人族が星海の果てで発見した生命の源なる星ユゴスに存在していたとされる生物と同じもので、竜人族によって〈神の種子〉を意味する〈フモール〉と名付けられた。《超越者》と呼ばれる強大な精神生命体種族の一部から派生した種族の末裔であるともいわれる。
ユリウス
2000年生きているといわれる淫魔。夢魔インキュバス。すでに滅亡したとされる古代生物カローンの淫魔族の唯一の生き残りで、魔道師グラチウスの一の手下。変身能力を持ち、普段はぬめるような白い肌に、黒髪、黒い瞳、真紅の唇の妖艶な美青年の姿をしているが、本来は巨大な耳と金色の目に尻尾を持つ、奇怪な姿の生物である。淫魔と呼ばれるだけあって、その性的な技巧は極めて優れている。〈インキュバスの淫獣責め〉と呼ばれる技によって人の精気を吸収し、自らのエネルギー源としている。
ザザ
黄昏の国の女王。ハーピィの血を引くという大鴉。人間界と魔界のあいだにあるという妖魔の国である黄昏の国の門番役を自任し、生身の人間や死人が黄昏の国に入ってこないように見張っているという。
ウーラ
ノスフェラスの狼王。前狼王ロボと、地獄の番犬ガルムの娘シラの子。父ロボのあとを継いでノスフェラスの灰色狼たちを束ねているが、妖魔ガルムの血が入っているために、常にノスフェラスに入ることはできず、普段は黄昏の国や、黄泉の国近くのセトーの森で暮らしているらしい。念波を使って会話をすることもできるが、灰色狼としての立場を守り、滅多にその能力を使うことはない。

## 世界観

### 地理
物語の舞台となるのは、地球に酷似した惑星上にあるキレノア大陸を中心とした地域である。人種、生物相、気候など、ほとんどが地球と共通しているが、ノスフェラスと呼ばれる地域に代表されるように、地球上には見られない人種や生物も相当数存在している。
以下、代表的な地域と国について述べる。

#### 中原
キレノア大陸の西端近くにある、比較的温暖な気候で知られる地域。地域の北をケイロニア、東をゴーラ、南をパロという大国がそれぞれ支配しており、これらは世界の文明・文化の一大中心地として発展を遂げている。それぞれの国の境には、国同士の絶え間ない衝突を避けるための緩衝地帯として、自由国境地帯と呼ばれる、どこの国にも属さない地域が存在している。諸国の気風を現す俗語として「モンゴールの弁舌、ユラニアの冒険心、クムの忠誠、パロの謙遜」というものがある。これらを見出すことは非常に難しい、という皮肉である。
パロ
3000年前に建国された、中原で最も古い王国であり、華美にして優雅な文化を特徴とする国。首都はクリスタル。建国当初は草原諸国に近い「剣の国・パロ」であったが、作品中の時代においては「魔道の国・パロ」と称される。
最先端の科学、教育、芸術といった、あらゆる文化の発信地であり、この世界の中にあっては極めて進んだ文明を誇っている。一方で、「得体の知れない」あるいは「時代遅れのもの」として多くの国々から忌避されがちな魔道を、中原で最も重んじている国でもある。特に王家は神から授かった魔道の力を受け継ぐものとして崇められ、その力を守るために、その後継者の婚姻に際しては「青い血の掟」と呼ばれる純血の掟に従うことが求められている。事実、王家には優れた魔道師や予言者が度々出現しており、王家を中心とする魔道の力が武力的に脆弱なこの国を長らえさせてきた原動力ともなっている。際立った特徴として初期にパロ人は全員が直接接触しての念話が使えると宣言されたことがあるが実行に移したパロ人はいまだ存在しない。
また、首都クリスタルの王宮の地下には、「古代機械」と呼ばれる、失われた超文明の遺産とも云うべき謎の物質転送機械があり、それがこの国に野心を抱く様々な勢力の関心を惹きつけ、この国を何度か滅亡の危機に陥らせることにもなっている。

ゴーラ
中原ではパロに次ぐ歴史を持つ帝国。カナン帝国と同時期、あるいはそれ以前に建国されたともいわれ、一時は大帝国としてカナンと覇を競い合ったが、敗れてカナンに併合された。カナン滅亡後に復活し、一時はのちのユラニア、クム、モンゴールからレント海岸のロス、タリアまでにいたる版図を誇った。
帝国時代の首都はアルセイスであり、三大公国時代となって皇帝の居城はアルセイス近郊のバルヴィナへ移転されたが、政治的な権力はユラニアの支配下となったアルセイスにそのままとどまった。皇帝家断絶後、初代ゴーラ王イシュトヴァーンによって旧ユラニアを版図としてゴーラ王国が建国されると、バルヴィナを中心に新首都が建設され、王の名にちなんでイシュタールと改名された。
物語の開幕当時は、象徴化した皇帝を戴いた3つの大公国が、帝国を3分割して支配していた。長い歴史を誇りながら衰退した文化が支配するユラニア、東方からの移民によって建国され中原にあっては人種的にも文化的にも特殊な国であるクム、建国まだ数十年の新興国にして極めて野心的なモンゴールと、それぞれ個性的な、時として相容れぬ要素を持つ三国が並立していただけに、政情は不安定であった。それがひとつの要因となって、後に三大公国制は崩壊、皇帝家は断絶した。その後、滅亡したユラニアを版図として、新たなゴーラ王国が建国された。

ユラニア
ゴーラ三大公国のなかで最も歴史が古い、年老いた国家。土地は肥沃で気候も穏やかだが住民は新奇な事に関心がなく無気力で保守的であった。
2000年ほど前に、ゴーラ帝国の実力者として、当時の皇帝を傀儡と化したユラニア大公により、アルセイスを首都として建国された。その後、帝国支配の野望を強めるユラニアに対抗すべく建国された、親皇帝派の大公国クムと対立しつつ、二大公国体制を維持していくこととなった。しかし、長い歴史を重ねる内に、国からは次第に活気が失われ、退廃的な文化が支配的となると同時に、国力が衰退していった。
国内には名目上「サウル皇帝領」とされる領地もあるが、サウル皇帝はバルヴィナで幽閉同然の状況に置かれており、実態はユラニア領である。

クム
ゴーラ三大公国のなかでは南に位置し、キタイからの移民によって持ち込まれた東方独特の風俗をいまも伝える、中原にあっては人種的にも文化的にも特殊な国。首都はルーアン。
ゴーラが大帝国だった時代に移住してきたキタイの移民が中心となり、ユラニア大公国の成立から数百年後、帝国支配の野望を強めるユラニアに対抗する形で建国された。土地は肥沃で文化も発展しており、住民は快楽主義で知られ、また商人の国キタイの流れを汲むものとして、抜け目のない商売上手でも知られる。オロイ湖などの湖沼や河川が国土の多くの部分を占めており、運河も整備され水上交通が発達している。国内第2の都市であるタイスは遊郭や賭博、闘技などが盛んであり、「快楽の都」として名高い。

モンゴール
中原で最も歴史が浅いゴーラ三大公国の新興国。首都はトーラスであり、ここに人口のかなりの部分が集中している。
ゴーラ皇帝サウルの騎士長であったヴラド・モンゴールが、その後功績を認められて伯爵から大公となり、数十年前に建国した。カナン時代から不毛で知られた、ケス河南西の森林地帯を開拓して国土としているため、土地はお世辞にも肥沃であるとはいえず、文化的にも遅れているとされる。気候も変化が激しく、住むにはなかなか適さない土地ではあるが、その気候が逆に幸いして、中原各地で嗜好品として愛好されるヴァシャ果の名産地となった。
自ら開拓して作り上げた国であることから、国民の愛国心は非常に強く、尚武の気性でも知られ、軍隊も強い。

ゴーラ王国
イシュトヴァーンによって建国された、ユラニアおよびモンゴールを版図とする新興国家。首都はイシュタール。
国王イシュトヴァーンは事あるごとに遠征を繰り返し、宰相のカメロン1人によって国政が運営されていたが、パロ内乱に乗じて（ナリスに加勢する名目で）イシュトヴァーンはパロへ進軍。

ケイロニア
中原三国の中では最も新しい帝国だが、それでも数百年の歴史を誇っている。統一以前は13の部族が覇を競う未開の地として蔑まれていたが、統一が果たされてからというもの、質実剛健を国是とし、極めて強大な武力と、安定した経済力に支えられた、世界でも最強と目される国の1つとなった。首都サイロンは300万の人口をもつ中原最大の都。
首都サイロンを中心とする広大な皇帝領を、国の重鎮である十二選帝侯が治める領地が囲んで守っているため、国の守りは極めて堅固で、世界で唯一、首都に他国の軍勢の進入を許したことのない国であるとも云われる。幾度となく滅亡の危機を迎えている他の中原二国と比較して、その平和と安定度が際立っているが、そのほとんど唯一の弱点となっているのが、皇帝家の世継の問題である。
基本的に魔道に好感を抱いていないにもかかわらず、首都サイロンには多くの魔道師が集う「まじない小路」があるという、懐の深さを持ち合わせた国である。
軍制面では十二選帝侯の軍事力に加え、首都には12の部隊に分けられた皇帝直轄の強大な常備軍が存在しているという、封建制と絶対王制を合わせたような制度を持っている。なお皇帝直轄の部隊は傭兵が中心であるが、極めて尚武の気質が強いケイロニアでは明白な家業が有るか、病弱でなければ基本的に男子全員が志願によって軍人となる、とさえ言われ事実上完全志願の国民軍である。

#### 草原
中原の南に広がる、ステップを思わせる広大な地域。文化的には中原とまったく異なっており、多くの部族からなる遊牧民族が暮らしている。地域の北をカウロス公国、南をアルゴス王国の2つの大国が支配し、東にやや小さな国であるトルース王国がある。アルゴスとカウロスが比較的対立関係にある一方、アルゴスとトルースは良好な関係にある。
アルゴス
かつての草原統一の英雄にして、建国王であったスラデクが、国名の由来ともなったパロの王女アルゴを妻としたという歴史的な経緯から、アルゴスはパロと極めて強い関係を築いている。両国の王家は繰り返し婚姻を重ね、アルゴス王家はパロ王家から妻を迎えることが通例となっているため、両家は血筋上も密接な関係があり、パロ王家の婚姻に関する「青い血の掟」も、アルゴス王家との婚姻に関しては問題視されることはない。だが、その婚姻によるアルゴス王家のパロ化が、国内の一部遊牧民族の文化的な反発を招いており、国家の潜在的な不安材料ともなっている。

カウロス
草原の大国。領主は大公ジラール。

トルース
草原の小国で、かつてはかなりの規模を誇った。首都はトルフィヤ。領主は国王カル・ハン。アルゴスとは友好関係にある。

#### 沿海州
中原の南南東、草原の東にあり、南をレント海に面する、中原のいずれか1国の面積の半分にも満たないほどの大きさの地域。通常、アグラーヤ、ヴァラキア、イフリキア、トラキア、ライゴール、レンティアの6か国が支配する上記地域を指すが、これらの国の西に連なる自治都市や、北に離れた場所に位置するタリア自治領までを含める場合もある。
小国が境を接して密集している地域であるため、上記6か国は自衛のために緩やかな同盟を組んでいる。他地域での戦争に参戦するかどうか、といったような意思決定の際には、各国の元首級が集う「沿海州会議」が開催され、その議論と投票の結果によって、沿海州全体としての意志を統一するというシステムがある。
ヴァラキア
沿海州の公国。イシュトヴァーン、カメロンたちの出身国。現領主ヴァラキア公ロータス・トレヴァーンは名君として名高いが、その弟オリー・トレヴァーンは男色家の愚物として知られており、人々の物笑いの種となっていた。

アグラーヤ
沿海州最大の王国。現国王ボルゴ・ヴァレンの長女アルミナはパロ前王妃。

#### タリア伯爵領
モンゴールの東方にある海に面した小国家。領主はギイ・ドルフュス。タリアは内陸諸国とレント海の交易路を繋ぐ貿易港であり、その影響力は沿海州と較べても決して小さくない。モンゴールと親交があり、黒竜戦役ではモンゴールの味方の立場だった。モンゴール復興戦争では、ギイの妹アレン・ドルフュスが援軍を率いてトーラスへと向かった。

#### ヤガ
沿海州と草原の中間にある沿岸都市で、ミロク教の聖地。ミロク教徒は皆、一度はヤガに巡礼することを望んでいる。しかし近年、《新しきミロク》という新興勢力が台頭してきているなど、不穏な状況になっている。

#### ノスフェラス
中原の東に広がる極めて広大な砂漠地域。中原とはケス河で接し、東は東方の大国であるキタイに接する。地域全体を放射能を思わせる瘴気が覆っており、それが原因となってか、極めて特異な植物相、動物相を持つ地域である。この地域に代表的な特異な動物の例としては、巨大なアメーバ状生物であるイドや、全身が巨大な口となっている大食らい（水棲のものは大口）などがある。その瘴気の影響はケス河にまで及び、ケス河畔の中原側に位置するルードの森の生態系にも影響を及ぼしているとするものもある。特に中心部に位置するグル・ヌーと呼ばれる地点は極めて瘴気の濃度が高く、ごく一部の魔道師や、その力を借りた者を除いては、グル・ヌーに達した後に生還を果たした者はいない。
苛酷な環境ゆえに人は居住していないが、セム族とラゴン族という亜人類が生活している。尻尾を持ち、人間の半分程度の身長しか持たないセム族は、いくつかの部族に分かれ、比較的ケス河に近い地域を居住地としており、時としてケス河を渡り、中原の辺境を訪れることもある。逆に尻尾を持たず、身長は人間の1.5 - 2倍程度もあるラゴン族は、比較的奥地を居住地としているが、長く一か所に定住することはない。そのため、まず中原の人間の目に触れることはなく、「幻の民」と呼ばれる所以ともなっている。
カナン帝国
現在のノスフェラス、中原、キタイ全土を版図としていた古代の大帝国。大災厄時代後に、太陽王ラーによって建国され、長きにわたって世界に君臨し、その繁栄は現在の中原のどの国をもしのいでいたといわれる。この時代に植民都市であったアルセイスなどが建設され、また現在もキレノア大陸の重要な交通網となっている赤い街道の建設が開始された。カナンが繁栄の絶頂にあった約3000年前、星船が帝都カナンに墜落、大爆発をおこし、カナンは1日にして滅亡した。
アグリッパによれば、カナン中枢部に墜落し「グル・ヌー」を形作った生体宇宙船のほか、多くの小さな宇宙船が墜落し、その結果として出来たノスフェラスの版図は非常に広大である。
カナン帝国が存在した時代から生きている唯一の人類が、その大魔道師アグリッパである。しかしそのアグリッパですら、カナン滅亡時にはまだ幼い少年であったとされる。

#### 東方
中原からノスフェラスを挟み、遥か東方に広がる地域。ほぼ全域を大国キタイによって支配されており、フェラーラなどいくつかの周辺国も、キタイの属国であると考えて差し支えない。中原やその近隣では、パロを除いて重視されなくなった魔道が、未だ生活にも政治にも密着した地域である。人種的には黄色人種が支配的であり、その一部は中原へ移民して、クム建国の礎となった。
キタイ
東方のほぼ全域を支配する、世界一とも云われる大国。商業大国として知られるが、地理的な条件から、中原との交渉はさほど活発ではない。そのため、その実態も中原ではあまり知られておらず、謎の大国と呼ばれることもあった。中原で暗殺教団として知られている組織として、望星教団がある。
近年になり、極めて強力な魔道師ヤンダル・ゾッグが帝位に就いたことをきっかけとして、その野望の手が様々な形で中原を脅かすこととなった。そのターゲットとなったのは主にパロであり、魔道によってパロ国王レムスを傀儡化することにより、パロを通じた中原の征服を目論んでいた。だが、ナリスやグインの活躍、さらには望星教団を中心とするキタイ国内の対抗勢力の強大化などによって、現在は中原からの撤退を余儀なくされている。
近年に遷都が行われるまでの首都はホータンであり、長らくキタイの経済と文化の中心となってきたが、ヤンダル・ゾッグ即位後は急速に治安が悪化し、無法地帯と化した。現在の首都シーアンは、故郷の星への帰還を目指すヤンダル・ゾッグ一族が、その足掛かりとして今なお建設を進めている魔都であり、その実態はキタイの国民に対しては知らされていない。その建設に際しては、多くの国民が犠牲となっており、シーアンへ動員されることが、国民の恐怖の的となっている。

フェラーラ
人間と妖魔が共存するキタイの属国。ホータンに遷都されるまではキタイの首都であり、その後も歴代の王たちから魔都として特別扱いされていた。

#### 北方
中原の北に広がる地域。1年の大半を氷雪に覆われる寒冷地。最大の国は、上ナタール川でケイロニアに接するタルーアンで、そのさらに北にはクインズランド、ヴァンハイム、ヨツンヘイムといった国があると云われる。タルーアン人は紅毛碧眼の白色人種で、男女を問わず大柄な人種として、また時として海賊も働く海洋民族として有名である。
ヨツンヘイム
最北の地にある地底王国。齢千年を数える氷の女王クリームヒルドに治められ、その入口を地獄の犬ガルム、霧怪フルゴル、地獄の大蛇によって守られている神秘の国。

#### 南方
沿海州の南に広がるレント海、コーセア海に浮かぶ南洋諸島と、そのさらに南に位置する南方大陸を含む地域。ゴア、テラニアなどの島国、ランダーギアなどの大国が含まれる。人種としては黒色人種である。地理的な条件から、中原との交易はほぼ沿海州を通じてのものに限られるため、中原との直接の交流はほとんど見られない。

#### ハイナム
中原の西に位置する、パロと同時期に建国されたとされる謎の太古王国。独特の蛇神教を信仰しているといわれる。かつては諸外国とも交流があったが、現在では各国の王の即位式などに派遣される使者を除けば、ほぼ鎖国状態にあり、その実態は謎に包まれている。白魔道師「ドールに追われる男」イェライシャの出身地としても知られている。

### 文化
物語世界の文化・文明の程度としては、おおむね現実世界における中世程度のものであると考えられる。ただし、火薬は存在しないようである。他に現実世界に存在しない要素として、いくつかの地点に存在する、古代から伝わるとされる謎の超文明の遺物や、精神・次元・時間を操る魔道と呼ばれる技がある。

#### 歴史
この世界の現状をもたらすに至った直接の原因は、3000年前の災厄にまで遡ると云われる。当時、世界はカナンと呼ばれる大帝国によって統一されていた。その頃、すでに文化・文明の程度は現在と同程度にまで達していたと云われており、現在でもカナンで用いられた様式を基本とする文化・文明が、何よりも洗練されたものとして尊重されている。
そのカナンを一夜にして滅亡させたのが、首都カナンに墜落した巨大な隕石であったと伝説は伝えている。が、実際には墜落したのは隕石ではなく、星間戦争を行っていた惑星外文明に属する巨大な宇宙船（「星船」と呼ばれる）であった。墜落した星船は大爆発を起こし、爆心地に近い多くの人々の命が奪われた。また、大爆発を生き延びた人々のほとんども、爆発した星船の動力部から漏れたらしい強い瘴気（放射能と思われる）によって、間もなく命を落とした（外伝第16巻『蜃気楼の少女』参照）。その爆心地は、誰も近づくことはできぬ地グル・ヌーとなり、それを中心とする広大な地域が、特異な生物相を持つ砂漠ノスフェラスへと変貌した。ノスフェラスに暮らすセム族、ラゴン族は、この時に辛うじて生き残った人々が、瘴気の影響によって変化したものであるとも云われる。
この災厄により、キレノア大陸は事実上、ノスフェラスによって東西に完全に分断された。またカナン帝国の滅亡によって、中原に新たな国が起こることとなった。そのもっとも古い国がパロ王国であり、それから間もなく興ったゴーラ帝国と長らく中原の覇を競うこととなる。さらに数百年前には、多数の部族に分かれ、北の蛮族と蔑まれていたケイロニアが帝国として統一され、現在の中原三大国体制が形成されることとなった。

#### 魔道
魔道とは、精神力を鍛えることによって、対象となる精神・次元・時間に作用を及ぼし、それを操ることを可能にした精神科学である。パロ王家など一部の人々は、さほど厳しい訓練を行わなくとも、ごく初歩的な魔道を使うことはできるが、基本的には、極めて特殊な食生活と厳しい訓練を行うことにより、肉体と精神とを同化させることによってのみ、使用することが可能となるものである。それにより、信じがたいほどの長命を得たり、まったく精神的なものとして存在することすら可能となる場合がある。魔道が使えるようになった者のことを一般に魔道師と呼ぶ。なお、魔道をもっていずれかの国に仕官したものが魔道士である。
魔道の技
精神に作用する魔道の代表的なものとしては、結界（けっかい）がある。これは、精神的な場を張ることによって、人々の精神に作用し、ある場所へ行くことを禁じたり、あるものを知覚することを妨げたりする技である。一般人に対しては精神的に作用するが、魔道師に対しては物理的な障壁として作用するものとなる。また、黒蓮の粉などの薬物を用いた催眠術も、広く使用される精神に対する魔道である。
次元に作用する魔道の代表的なものとしては、閉じた空間がある。これは多数重なり合って存在する次元を、精神の作用によって行き来することによって、遠方まで短時間で移動したり、他人に気配を気取られることなく監視を行ったりする技である。後者の場合には、結界をあわせて使用することも多い。この技は、パロに古くから伝わる古代機械と呼ばれる物質転送装置の原理を研究する内に、魔道師が見いだした技であると云われる。
時間に作用する魔道の代表的なものとしては、予知がある。これは文字通り、未来を予見する力である。だがその力を行使するには、神々が世界を司る黄金律を乱すことを戒める厳しい制約がある。そのためか、魔道師がその予知の内容を他者に告げる時には、極めて曖昧な物言いに終始することが多い。またパロ王家の女性には、生まれながらにして優れた予知能力を持つ者もいるが、こちらは魔道師とは違い、神がその女性を道具として語るものであるとされている。従って、本人の意志とは関係なく予知が行われることも多い。
これらのほかにも直接的に破壊光線、火球を出し人を殺傷するような魔道も存在する。ただし、魔道を用いて一般人を殺傷する事は最大の禁忌とされている。また、魔道師同士であれば、互いに一見しただけで魔力の多寡による強弱が極めて厳密に決まり、魔道師同士の戦闘は、どちらかが敗北を覚悟した上でなければ滅多に起こらないとされる。
文脈や意志の如何にかかわらず「お前の言葉に従おう」「お前に力を貸そう」「あなたが私の主人だ」といった言葉を言わせれば、相手の精神的なパワーを自在に引き出し自分の魔力として使うことができるとされる。

魔道師
魔道師は大きく、白魔道師と黒魔道師に分類される。
白魔道師とは、古の超科学者アレクサンドロスとの戦いに敗れた魔道師たちが、魔道の悪用を禁ずるために定められた魔道十二条を守ることを誓約することによって誕生した一派である。彼らは魔道師ギルドと呼ばれる団体によって律され、魔道十二条に背いた者はギルドによって厳しい罰を受けることとなる。その総本山はパロにあり、ゆえにパロに仕える魔道士（魔道を以って士卒として国家に仕える魔道師）のすべては白魔道師である。
一方、黒魔道師は魔道十二条に縛られない魔道師を指す。制約が少ない分大きな力を発揮できるが、その多くは独立しているために、ことに白魔道師の力の大きい中原においては、黒魔道師は個人の力が大きくなければ生き延びられないという一面もある。キタイの魔道師の場合、ある種の魔道師ギルドは存在するようだが、そもそも地理的、歴史的にアレクサンドロスの誓約とは無関係に発展したため、すべては黒魔道師に分類される。かつては黒魔道師を束ねる組織として、グラチウスが創設し、白魔道に転向する以前のイェライシャも最高幹部を務めたドール教団があるとされたが、近年ではグラチウス自身も教団を離れたといわれ、教団の存続自体が疑問視されている。

#### 古代文明
この世界にはいくつか、失われた古代の超文明の遺物であると思われるものが存在する。代表的なものが、パロの首都クリスタルの王宮の地下にある古代機械、そしてノスフェラスのグル・ヌーの地下にある星船である。これらの秘密を手にすれば、世界を支配する力を手に入れられるとも云われ、様々な魔道師や科学者、あるいは世界征服の野心を抱く者の興味の対象となっている。実際にはこれらはすべて、カナンの大災厄の原因となった惑星外文明によってもたらされたものであり、物語が進行するにつれて、世界に様々な波紋を広げていくこととなる。
古代機械
パロの王宮クリスタル・パレス内のヤヌスの塔地下に、3000年前の建国当時より収められていると云われる物質転送装置。カイザー（もしくはカイサール）転送装置と呼ばれるものの一種。これを使用することにより、宇宙間・次元間の瞬間移動が可能となる。
装置に搭載されている人工知能が<マスター>として認めた者、及び<マスター>が特別に認めた者のみが装置を操縦することができる。この機械の場合、代々のパロ聖王家の人物の内のひとりだけが<マスター>として認められてきており、近年ではアルド・ナリスがその任を負っていた。また、装置自体が張るバリヤーによって強力に守られており、然るべき手続きを踏んだ者以外は、装置に近づくことすらできない。
ナリスの死後、この装置を操縦することができるのは、<最終マスター>として登録されているグインだけとなった。
星船
この惑星に惑星外から飛来した宇宙船全般を指すが、特に有名なのはカナンに墜落して、そのままノスフェラスのグル・ヌーの地下で眠り続けていたものである。その瘴気（残留放射能）ゆえにグル・ヌーへは常人には近づくことが不可能であったため、その存在を直接に確認したものは、ごく一部の魔道師（カル・モル）、黒太子スカールなどに限られていた。その内の一隻は惑星ランドックに属する宇宙船<ランドシア>であり、かつてランドックから追放される以前にグインが船長を務めていたものであった。

#### 宗教
中原の宗教
中原で最も広く信仰を集めている宗教はヤヌス教である。これは双面神ヤヌスを中心として、運命神ヤーン、太陽神ルアー、月神イリス、戦いの女神イラナ、愛の神サリア、海神ドライドンなどを含むヤヌス十二神を始めとする神々を信仰する多神教である。中原の主な都市には、各神々の神殿が築かれており、それぞれに多数の信者を集めている。総本山はパロの首都クリスタルの郊外にあるジェニュアである。悪魔神はドールであり、これを崇める者はほとんどいないが、中原の首都ではケイロニアのサイロンにのみドール神殿が存在する。これはケイロニアでドール信仰が盛んであることを示すのではなく、すべてのものを受け入れるケイロニアの懐の深さを示したものであるとされる。また中原でも、文化的、民族的に特殊なクムでは、ヤヌス教とは別に、快楽と愛の女神サリュトヴァーナを主神とする多神教も信仰を集めている。

その他の地域の宗教
中原以外にも、様々な宗教が存在する。草原では、天空と大地の神モスが信仰されている。一神教であり、日没時には太陽に向かって詠唱（モスの詠唱）が捧げられる。沿海州は、基本的にヤヌス教の影響が強いが、主神とされているのはヤヌスではなく、海神ドライドンである。北方では、氷神イミールを主神とする多神教が信仰されている。キタイにも様々な宗教があるが、首都ホータンで主に信仰されているのは、ホータンを開いたとされる土地神ゼドを中心とする多神教ゼド教である。南方には、ヴーズーと呼ばれる呪術的な宗教が見られる他、ランダーギア出身の魔女タミヤが信仰する、クトゥルフ神話の神ラーン＝テゴスと同名であるラン=テゴス神が登場する。

新興宗教
新興宗教としてはミロク教がある。厳しい戒律による非暴力、節制を説く一神教で、中原でもゴーラを中心に信者を増やしつつあるらしい。シンボルは楕円形の輪の下に十字のついているミロク十字架。聖地は沿海州の西、草原の南に位置する自治都市ヤガであり、この地への巡礼を行うことが、ミロク教徒の生涯の目標のひとつともなっている。

ノスフェラスの宗教
ノスフェラスのセム族、ラゴン族も原始的な宗教を持っている。セム族の主神はアルフェットゥと呼ばれる蛙の姿をした神である。ラゴン族の主神はアクラと呼ばれるが、これはグル・ヌーと思しき場所を指すものであるらしい。

#### 言語
中原で一般に話されている言語はパロス語である。これは古代カナン語の流れを汲む言葉であり、中原各地にさまざまな方言はあるものの、基本的にはどの国でも同じように通じるものである。中原以外でも、草原、沿海州などは軒並みパロス語を使用している。東方のキタイや南方などでは別の言語が使用されているようである。
また、特殊な言葉としてルーン語がある。これも古代カナン語から派生した言語であるが、主に魔道師によって、一般人には通じない言葉として独自に発展を遂げたものであるらしい。ルーン語には初級ルーン語と上級ルーン語、さらにその上位にあるルーン・ジェネリットといった種類がある。初級ルーン語が使用されるのは、魔道学、神学などの学問や、支配者階級の公式文書などである。上級ルーン語及びルーン・ジェネリットが使用されるのは、魔道師同士の会話や呪文など、魔道に関連するものに限られるらしい。
ノスフェラスのセム族、ラゴン族も、それぞれセム語、ラゴン語と呼ばれる独自の言語を持っている。ただし、両言語にほとんど差は見られず、両種族間でのコミュニケーションに支障はないようである。

#### 単位
「正確に単位を決めたのは、4巻の後書きを書いたとき」
- 1スコーン……1.75キログラム
- 1タール……1.2メートル
- 1タッド……1.465キロメートル
- 1モータッド……馬で1日に進める距離
- 1ザン……47分

#### 軍事
中原における軍事行動においては、以下のような特徴が見られる。
軍制
パロ、ケイロニア、ゴーラの3国には、数万人から10万人以上の常備軍が存在している。そのため中原には傭兵を生業とする者も多い。しかしこの数の軍隊を、傭兵のみによる常備軍で維持することは困難である。モンゴールには「兵役」があり、作中の登場人物だとオロやダンが兵役でモンゴール軍に所属しているため、ある種の徴兵制が存在することは確かである。
金の塔傭兵騎士団やランバール自由騎士団に代表される傭兵集団も存在するものの、中原では一兵卒として雇用されるものが多い。傭兵を積極的に雇用する軍隊としては、ケイロニア黒竜騎士団などがある。

武器
個人用の武器としては剣を用いている例が多くみられる。中でも大剣およびレイピアの使用例が多い。騎兵においても大剣が多く用いられる。一方、ハルバード(戟)やパイク(長槍)に代表されるポールウェポン(長柄武器)やチャリオット(戦車)が用いられた例はほとんど見られない。騎兵が槍を携行している描写は存在するが、槍で戦う場面は描写されていない。
個人戦闘の場合、防具を装備しない剣術がみられる。主に使用されるのは大剣およびレイピアである。大剣は片手で用いられることが多いが、その場合、反対側の手には何も持たない例も多い。またレイピアによる戦闘の場合もマンゴーシュやバックラーなどが用いられた例は見られない。

防具
作中の挿絵から判断する限り、騎士・歩兵の主装備はともにプレートメイルであるが、国によって性質が異なる。パロの甲冑は見た目には瀟洒で洗練されている反面、白兵戦においては防御力に欠けると評される（なおパロの甲冑は「市街戦には向いている」との表記もある）。ゴーラ三国のうちユラニアについても、パロほど華奢ではないが、パロと同様の傾向がみられる。反面、モンゴールは無粋だが重厚な甲冑で身を固めていることが、作中でも度々指摘されており、その尚武の気質を反映しているとされる。そしてクムはモンゴールより更に重厚な、人馬一体の甲冑を身に着けている。

投射武器
火砲や携行用火器は実用化されていない。爆薬や大砲が存在しないため、攻城戦では火矢や破壊槌などが用いられる。
集団戦闘でロングボウ(長弓)、クロスボウ(弩)などを用いた例はほとんど見られない。しかしパロの都クリスタルで起こった反乱鎮圧のため出動したモンゴール兵が暴徒に矢を射かける描写、またクムとモンゴールの会戦においてはクム兵が矢をものともせず突撃する描写が作中にある。武器としての弓そのものは用意されており、また「弓兵」の存在も時たま言及されるため、存在してはいるらしい。
また、モンゴールのノスフェラス遠征時などに「弩（いしゆみ）」と呼ばれる投射武器がしばしば用いられている。これは矢ではなく石弾を放つものであり、スリングショットにクロスボウのような巻き上げ機構を利用したものであると思われる。
第一次ケイロニア－ユラニア戦役の際には、敵の前進を止めるために、グインが自らの率いるケイロニア黒竜騎士団の騎兵を数隊に分割し、分割された小編成の騎兵が順番に騎射する「車がかり」と呼ばれる作戦を採用した例がある。

編成
大剣で武装した歩兵と重装騎兵が乱戦を展開するケースが多くみられる。パロ侵攻時のモンゴール軍のように、盾を装備した重装歩兵による密集陣を用いるケースもある。騎兵は歩兵を随伴させず、騎乗した兵のみで一部隊を成す。
兵科複合の概念も確立されておらず、軽騎兵の大部隊が単独で敵国深く進入して長期の作戦行動を取るケースなどもみられる。また、サルデスにおけるユラニア軍とケイロニア軍の戦いなどでは、騎兵が単独で陣地防衛戦に投入されたケースもある。

戦術
戦場到着から会戦に至る過程では、大部隊が戦場に到着してそのまま間髪入れずに戦闘を開始する例も少なくない。また、最高指揮官が最前線に出て白兵戦を展開することが多いことも中原における集団戦闘の大きな特徴となっている。ただし、作中においても最高司令官が最前線に出る、はては敵と切り結ぶと言った戦術は、あくまで特殊事例で常道ではない、と度々指摘される。
作中において、グインやイシュトヴァーンといった名将は「斥候や伝令を潤沢に用い、情報の迅速な伝達を重視する」ということが、彼らの特徴的戦術として述べられている。一方で、活躍した時期がグインの登場より前の、クム大公タリオのような「古いタイプの名将」は、そうした情報伝達を比較的軽視する、と対比されている。

魔術の使用
この世界の特徴的な戦術として、魔道士を敵陣に潜入させて高級士官を暗殺するというものがある。第二次黒竜戦役時には、パロ軍がこの戦術を効果的に使い、モンゴール軍を崩壊させた。これは一見、上記の魔道十二条に触れるようだが、魔道で人を殺してはならないというのは、あくまで直接魔道で殺傷することであって「閉じた空間で背後に出現してナイフで刺す」類はギルド及び政府の許可があれば許されるとされる。
また、ユラニアの紅玉宮を舞台としたクーデターの際には、モンゴールの軍師アリストートスが魔道師オーノを使い、ユラニア大公オル・カンらを暗殺した例がある。ただし、魔道士が高度に制度化・組織化されているのは中原諸国においてはパロのみであり、他の国が同様の暗殺を行う場合は、ケイロニア皇帝アキレウス暗殺未遂事件や、アムネリスによるモンゴール奪還戦時のメンティウス将軍暗殺にみられるように、キタイ人など、魔道師以外のプロフェッショナルな暗殺者を雇うことが多い。

海戦
沿海州を中心に編成される海軍においては、軍船として主に使用されているのは甲板を持つ帆船であるが、どの種の帆船が一般的であるのかについては不明である。有名な軍船としてはヴァラキア海軍の旗艦「オルニウス号」などがある。 ガレーのような漕手を大量に用いる船の使用を示すような記述はほとんど見られない。戦闘面では、接舷戦闘が行われる例が多いが、タルーアンの「ヴァイキング」の軍船「フレイヤ号」が衝角による攻撃を試みた例もある（外伝3巻『幽霊船』参照）。

## 話題

### 「豹頭の仮面」改訂版発行の経緯
第1巻「豹頭の仮面」に登場する、全身を極めて伝染性の高い業病に冒されたヴァーノン伯爵は、当初、その業病を「癩病」、人物の通称を「癩伯爵」と記されていた。だが、その病の描写が、本来の「癩病（ハンセン病）」のものとは著しく異なり、人々の間にいまだ流布している病に対する誤解とそれに基づく差別をさらに助長しかねないものであるとして、全国ハンセン病患者協議会より、作者及び出版社に対する抗議があった。
その抗議に対し、作者及び出版社は全面的に謝罪し、1982年3月以降の重版分から、作中の病の描写はフィクションとしてのものであり、実際の病とはまったく異なる関係のないものであることなどを記した文を巻末に註記することで、協議会と和解した。
その後、作者及び出版社は該当する部分について自主的に全面改訂を行い、「癩病」→「黒死病」、「癩伯爵」→「黒伯爵」等と書き換えた改訂版を1983年1月に発行し、以前の版を絶版とした。

### ギネスブックへの申請
正伝第93巻が発行された2004年4月、早川書房が米国の英語版を元に算出した3022万5000文字の「世界最長の小説」としてギネス・ワールド・レコーズ社に申請したが、1冊にまとめられた作品ではないという理由で却下された。早川書房は3000万文字以上の作品を1冊にまとめるのは事実上不可能であるとして、複数冊にわたる作品に関するカテゴリーの新設を求めたが、これも拒否された。
なお、ギネスブック認定の世界最長の小説は、2004年版まではマルセル・プルーストの『失われた時を求めて』の960万9000文字、2005年版ではサイモン・ロバーツの『ニカーズ』の1415万6074文字である。2007年版では『失われた時を求めて』が「世界最長の小説」とされる。

### 百の大典
2005年4月9日、《グイン・サーガ》100巻達成記念イベント「百の大典」が、 九段会館にて開催された。
- 第1部　栗本薫インタビュー

聞き手：小谷真理
ゲスト：高千穂遙
- 第2部　歴代イラストレーター座談会

出席者：加藤直之、天野喜孝、丹野忍
司会：田中光
- 第3部　中島梓ライブ

出演者：中島梓(p)、花木佐千子 (Vo)、山下弘治 (Bs)、岡田佳大 (Dr)
- 第4部　グイン・サーガ・クイズ大会

来場者には、作品の表紙イラストをモチーフとした特製ポストカードなどが配布された。また、会場では、正伝第100巻『豹頭王の試練』特装版サイン本の販売が行われた。あわせて、グイン・サーガの電子出版およびグイン・サーガのアニメーション化についての発表が行われた。

### 直筆原稿電子化・閲覧
2010年、栗本の夫・今岡清は散逸防止のために約1万5千枚の『グイン・サーガ』直筆原稿を、栗本の生誕地である葛飾区の区立中央図書館に寄贈した。図書館は単に保存するだけではなく、数年をかけてスキャニングを行い、2013年4月から館内に設置した専用パソコンで電子ファイルとして閲覧できるようになった。これは閲覧専用であり、データのコピーや館外貸出しは不可能である。なお、全体の約10%程度が図書館のサイト内にある「かつしかデジタルライブラリー」にアップロードされており、こちらは日本国中でインターネットにアクセス可能な環境があれば誰でも見ることができる。

## 評価
ウェブサイト「シネマトピックス」は本作について、「ヒロイック・ファンタジーの要素と『三国志』的な群像青春小説の要素を融合した、躍動感あふれる物語」であると表現している。また同サイトは、多数の魅力的な登揚人物が様々な要素を含む劇的な物語展開のなかで翻弄され、成長や破滅をしていく様が描かれていると評している。
ウェブサイト「あにぶ」の井之上は本作の特徴について、「ページ全体において改行のないセリフで埋め尽くされており、小説を読むのが苦手な人は眩暈がするような紙面の黒さ」であるとしている。また、同氏は本作の印象について、「本格的なシルクスクリーン絵画が挿し絵が美しくもなんとなく近寄りがたい」と述べている。
ゲームライター・編集者の石井ぜんじは上述の通り群像劇となっている点や異世界そのものを描き構築することが意識されている点が現代ファンタジーでも違和感のないゲーム世界的な感覚を覚え、これらの要素を鑑みると本作を「ライトノベルの元祖」と呼んでも不思議ではないと評している。また、石井は本作の第1巻が刊行された1979年当時はファンタジーというジャンルがマイナーであり、売れないという出版業界の常識が存在していたが、本作はその常識を覆したとも述べている。

## 既刊一覧

### ハヤカワ文庫版
表紙、口絵（正伝130、外伝22まで）、本文のイラスト担当は以下の通り。
- 加藤直之（正伝1 - 19巻、外伝1 - 5巻）
- 天野喜孝（正伝20 - 56巻、外伝6 - 9巻）
- 末弥純（正伝57 - 87巻、外伝10 - 16巻）
- 丹野忍（正伝88 -、外伝17 -）

#### 正伝
| 巻数 | タイトル           | 発行日付       | ISBN              |
| ---- | ------------------ | -------------- | ----------------- |
| 1    | 豹頭の仮面         | 1979年9月30日  | 4-15-030117-4     |
| 2    | 荒野の戦士         | 1979年10月15日 | 4-15-030118-2     |
| 3    | ノスフェラスの戦い | 1980年3月15日  | 4-15-030120-4     |
| 4    | ラゴンの虜囚       | 1980年6月30日  | 4-15-030122-0     |
| 5    | 辺境の王者         | 1980年10月15日 | 4-15-030125-5     |
| 6    | アルゴスの黒太子   | 1981年5月31日  | 4-15-030132-8     |
| 7    | 望郷の聖双生児     | 1981年7月31日  | 4-15-030139-5     |
| 8    | クリスタルの陰謀   | 1981年10月15日 | 4-15-030141-7     |
| 9    | 紅蓮の島           | 1981年12月31日 | 4-15-030147-6     |
| 10   | 死の婚礼           | 1982年5月15日  | 4-15-030154-9     |
| 11   | 草原の風雲児       | 1982年9月15日  | 4-15-030158-1     |
| 12   | 紅の密使           | 1982年11月30日 | 4-15-030162-X     |
| 13   | クリスタルの反乱   | 1983年3月31日  | 4-15-030168-9     |
| 14   | 復讐の女神         | 1983年6月15日  | 4-15-030172-7     |
| 15   | トーラスの戦い     | 1983年7月31日  | 4-15-030175-1     |
| 16   | パロへの帰還       | 1983年9月30日  | 4-15-030177-8     |
| 17   | 三人の放浪者       | 1984年2月29日  | 4-15-030182-4     |
| 18   | サイロンの悪霊     | 1984年5月31日  | 4-15-030187-5     |
| 19   | ノスフェラスの嵐   | 1984年10月31日 | 4-15-030193-X     |
| 20   | サリアの娘         | 1985年2月15日  | 4-15-030199-9     |
| 21   | 黒曜宮の陰謀       | 1985年5月15日  | 4-15-030201-4     |
| 22   | 運命の一日         | 1985年9月30日  | 4-15-030207-3     |
| 23   | 風のゆくえ         | 1985年12月15日 | 4-15-030211-1     |
| 24   | 赤い街道の盗賊     | 1986年5月31日  | 4-15-030219-7     |
| 25   | パロのワルツ       | 1986年10月31日 | 4-15-030230-8     |
| 26   | 白虹               | 1987年2月28日  | 4-15-030235-9     |
| 27   | 光の公女           | 1987年8月15日  | 4-15-030245-6     |
| 28   | アルセイスの秘密   | 1988年5月15日  | 4-15-030265-0     |
| 29   | 闇の司祭           | 1988年10月15日 | 4-15-030278-2     |
| 30   | サイロンの豹頭将軍 | 1989年7月15日  | 4-15-030298-7     |
| 31   | ヤーンの日         | 1989年12月15日 | 4-15-030311-8     |
| 32   | ヤヌスの戦い       | 1990年4月30日  | 4-15-030318-5     |
| 33   | モンゴールの復活   | 1990年7月31日  | 4-15-030325-8     |
| 34   | 愛の嵐             | 1990年10月31日 | 4-15-030334-7     |
| 35   | 神の手             | 1991年4月30日  | 4-15-030350-9     |
| 36   | 剣の誓い           | 1991年10月31日 | 4-15-030363-0     |
| 37   | クリスタルの婚礼   | 1992年2月15日  | 4-15-030369-X     |
| 38   | 虹の道             | 1992年3月31日  | 4-15-030374-6     |
| 39   | 黒い炎             | 1992年4月30日  | 4-15-030375-4     |
| 40   | アムネリアの罠     | 1992年9月30日  | 4-15-030381-9     |
| 41   | 獅子の星座         | 1992年12月31日 | 4-15-030385-1     |
| 42   | カレーヌの邂逅     | 1993年10月31日 | 4-15-030392-4     |
| 43   | エルザイムの戦い   | 1994年3月31日  | 4-15-030403-3     |
| 44   | 炎のアルセイス     | 1994年6月30日  | 4-15-030405-X     |
| 45   | ユラニアの少年     | 1994年9月30日  | 4-15-030408-4     |
| 46   | 闇の中の怨霊       | 1994年12月31日 | 4-15-030410-6     |
| 47   | アムネリスの婚約   | 1995年4月15日  | 4-15-030507-2     |
| 48   | 美しき虜囚         | 1995年6月15日  | 4-15-030517-X     |
| 49   | 緋の陥穽           | 1995年9月15日  | 4-15-030526-9     |
| 50   | 闇の微笑           | 1995年11月15日 | 4-15-030534-X     |
| 51   | ドールの時代       | 1996年4月30日  | 4-15-030549-8     |
| 52   | 異形の明日         | 1996年6月15日  | 4-15-030556-0     |
| 53   | ガルムの標的       | 1996年9月30日  | 4-15-030565-X     |
| 54   | 紅玉宮の惨劇       | 1996年12月15日 | 4-15-030572-2     |
| 55   | ゴーラの一番長い日 | 1997年2月28日  | 4-15-030575-7     |
| 56   | 野望の序曲         | 1997年5月31日  | 4-15-030577-3     |
| 57   | ヤーンの星の下に   | 1997年8月15日  | 4-15-030585-4     |
| 58   | 運命のマルガ       | 1997年11月15日 | 4-15-030590-0     |
| 59   | 覇王の道           | 1998年1月31日  | 4-15-030593-5     |
| 60   | ガルムの報酬       | 1998年4月15日  | 4-15-030597-8     |
| 61   | 赤い激流           | 1998年7月15日  | 4-15-030602-8     |
| 62   | ユラニア最後の日   | 1998年10月15日 | 4-15-030606-0     |
| 63   | 時の潮             | 1999年1月15日  | 4-15-030608-7     |
| 64   | ゴーラの僭王       | 1999年2月15日  | 4-15-030610-9     |
| 65   | 鷹とイリス         | 1999年4月15日  | 4-15-030612-5     |
| 66   | 黒太子の秘密       | 1999年6月15日  | 4-15-030616-8     |
| 67   | 風の挽歌           | 1999年8月15日  | 4-15-030622-2     |
| 68   | 豹頭将軍の帰還     | 1999年11月15日 | 4-15-030628-1     |
| 69   | 修羅               | 1999年12月15日 | 4-15-030629-X     |
| 70   | 豹頭王の誕生       | 2000年2月15日  | 4-15-030631-1     |
| 71   | 嵐のルノリア       | 2000年3月15日  | 4-15-030633-8     |
| 72   | パロの苦悶         | 2000年5月15日  | 4-15-030638-9     |
| 73   | 地上最大の魔道師   | 2000年7月15日  | 4-15-030642-7     |
| 74   | 試練のルノリア     | 2000年8月15日  | 4-15-030644-3     |
| 75   | 大導師アグリッパ   | 2000年10月15日 | 4-15-030648-6     |
| 76   | 魔の聖域           | 2000年12月15日 | 4-15-030653-2     |
| 77   | 疑惑の月蝕         | 2001年2月15日  | 4-15-030657-5     |
| 78   | ルノリアの奇跡     | 2001年3月15日  | 4-15-030659-1     |
| 79   | ルアーの角笛       | 2001年6月15日  | 4-15-030665-6     |
| 80   | ヤーンの翼         | 2001年8月15日  | 4-15-030671-0     |
| 81   | 魔界の刻印         | 2001年10月15日 | 4-15-030677-X     |
| 82   | アウラの選択       | 2001年12月15日 | 4-15-030682-6     |
| 83   | 嵐の獅子たち       | 2002年2月15日  | 4-15-030689-3     |
| 84   | 劫火               | 2002年4月15日  | 4-15-030691-5     |
| 85   | 蜃気楼の彼方       | 2002年6月15日  | 4-15-030695-8     |
| 86   | 運命の糸車         | 2002年8月15日  | 4-15-030698-2     |
| 87   | ヤーンの時の時     | 2002年12月15日 | 4-15-030706-7     |
| 88   | 星の葬送           | 2003年2月15日  | 4-15-030710-5     |
| 89   | 夢魔の王子         | 2003年4月15日  | 4-15-030715-6     |
| 90   | 恐怖の霧           | 2003年6月15日  | 4-15-030723-7     |
| 91   | 魔宮の攻防         | 2003年8月15日  | 4-15-030732-6     |
| 92   | 復活の朝           | 2003年10月15日 | 4-15-030739-3     |
| 93   | 熱砂の放浪者       | 2004年2月15日  | 4-15-030748-2     |
| 94   | 永遠への飛翔       | 2004年4月15日  | 4-15-030756-3     |
| 95   | ドールの子         | 2004年6月15日  | 4-15-030760-1     |
| 96   | 豹頭王の行方       | 2004年8月15日  | 4-15-030765-2     |
| 97   | ノスフェラスへの道 | 2004年10月15日 | 4-15-030769-5     |
| 98   | 蜃気楼の旅人       | 2004年12月15日 | 4-15-030773-3     |
| 99   | ルードの恩讐       | 2005年2月15日  | 4-15-030781-4     |
| 100  | 豹頭王の試練       | 2005年4月15日  | 4-15-030789-X     |
| 101  | 北の豹、南の鷹     | 2005年5月15日  | 4-15-030795-4     |
| 102  | 火の山             | 2005年6月15日  | 4-15-030799-7     |
| 103  | ヤーンの朝         | 2005年8月15日  | 4-15-030807-1     |
| 104  | 湖畔のマリニア     | 2005年10月15日 | 4-15-030818-7     |
| 105  | 風の騎士           | 2005年12月15日 | 4-15-030826-8     |
| 106  | ボルボロスの追跡   | 2006年2月15日  | 4-15-030834-9     |
| 107  | 流れゆく雲         | 2006年4月15日  | 4-15-030842-X     |
| 108  | パロへの長い道     | 2006年6月15日  | 4-15-030851-9     |
| 109  | 豹頭王の挑戦       | 2006年8月15日  | 4-15-030857-8     |
| 110  | 快楽の都           | 2006年10月15日 | 4-15-030863-2     |
| 111  | タイスの魔剣士     | 2006年12月15日 | 4-15-030872-1     |
| 112  | 闘王               | 2007年2月15日  | 978-4-15-030878-0 |
| 113  | もう一つの王国     | 2007年4月15日  | 978-4-15-030884-1 |
| 114  | 紅鶴城の幽霊       | 2007年6月15日  | 978-4-15-030891-9 |
| 115  | 水神の祭り         | 2007年8月15日  | 978-4-15-030897-1 |
| 116  | 闘鬼               | 2007年10月15日 | 978-4-15-030903-9 |
| 117  | 暁の脱出           | 2007年11月15日 | 978-4-15-030906-0 |
| 118  | クリスタルの再会   | 2007年12月15日 | 978-4-15-030911-4 |
| 119  | ランドックの刻印   | 2008年2月15日  | 978-4-15-030915-2 |
| 120  | 旅立つマリニア     | 2008年4月15日  | 978-4-15-030919-0 |
| 121  | サイロンの光と影   | 2008年6月15日  | 978-4-15-030927-5 |
| 122  | 豹頭王の苦悩       | 2008年8月15日  | 978-4-15-030931-2 |
| 123  | 風雲への序章       | 2008年10月15日 | 978-4-15-030938-1 |
| 124  | ミロクの巡礼       | 2008年12月15日 | 978-4-15-030943-5 |
| 125  | ヤーンの選択       | 2009年2月15日  | 978-4-15-030947-3 |
| 126  | 黒衣の女王         | 2009年4月15日  | 978-4-15-030952-7 |
| 127  | 遠いうねり         | 2009年6月15日  | 978-4-15-030957-2 |
| 128  | 謎の聖都           | 2009年8月15日  | 978-4-15-030962-6 |
| 129  | 運命の子           | 2009年10月15日 | 978-4-15-030971-8 |
| 130  | 見知らぬ明日       | 2009年12月15日 | 978-4-15-030975-6 |

#### 正伝（続）
栗本薫の逝去後に発行された正伝。巻数は継続されているが、著者は複数体制となっている。141巻以降（2017年-）は五代ゆうによる一人体制。表紙画は引き続き丹野忍が担当している。
| 巻数 | タイトル         | 著者     | 発行日付       | ISBN              |
| ---- | ---------------- | -------- | -------------- | ----------------- |
| 131  | パロの暗黒       | 五代ゆう | 2013年11月15日 | 978-4-15-031134-6 |
| 132  | サイロンの挽歌   | 宵野ゆめ | 2013年12月15日 | 978-4-15-031138-4 |
| 133  | 魔聖の迷宮       | 五代ゆう | 2014年6月25日  | 978-4-15-031162-9 |
| 134  | 売国妃シルヴィア | 宵野ゆめ | 2014年10月15日 | 978-4-15-031170-4 |
| 135  | 紅の凶星         | 五代ゆう | 2015年1月25日  | 978-4-15-031179-7 |
| 136  | イリスの炎       | 宵野ゆめ | 2015年5月15日  | 978-4-15-031191-9 |
| 137  | 廃都の女王       | 五代ゆう | 2015年10月15日 | 978-4-15-031206-0 |
| 138  | ケイロンの絆     | 宵野ゆめ | 2016年4月15日  | 978-4-15-031225-1 |
| 139  | 豹頭王の来訪     | 五代ゆう | 2016年8月15日  | 978-4-15-031239-8 |
| 140  | ヤーンの虜       | 宵野ゆめ | 2016年12月15日 | 978-4-15-031255-8 |
| 141  | 風雲のヤガ       | 五代ゆう | 2017年4月15日  | 978-4-15-031270-1 |
| 142  | 翔けゆく風       | 五代ゆう | 2018年1月25日  | 978-4-15-031313-5 |
| 143  | 永訣の波濤       | 五代ゆう | 2018年5月25日  | 978-4-15-031328-9 |
| 144  | 流浪の皇女       | 五代ゆう | 2018年11月15日 | 978-4-15-031348-7 |
| 145  | 水晶宮の影       | 五代ゆう | 2019年5月15日  | 978-4-15-031376-0 |
| 146  | 雲雀とイリス     | 五代ゆう | 2019年10月15日 | 978-4-15-031397-5 |
| 147  | 闇中の星         | 五代ゆう | 2020年7月15日  | 978-4-15-031439-2 |
| 148  | トーラスの炎     | 五代ゆう | 2022年11月15日 | 978-4-15-031536-8 |
| 149  | ドライドンの曙   | 五代ゆう | 2024年6月15日  | 978-4-15-031575-7 |
| 150  | ミロクの手       | 五代ゆう | 2025年5月15日  | 978-4-15-031593-1 |

#### 外伝
| 巻数 | タイトル                                                      | 発行日付       | ISBN                |
| ---- | ------------------------------------------------------------- | -------------- | ------------------- |
| 1    | 七人の魔道師                                                  | 1981年2月15日  | 4-15-030130-1       |
| 2    | イリスの石                                                    | 1982年3月31日  | 4-15-030152-2       |
| 3    | 幽霊船                                                        | 1983年2月28日  | 4-15-030166-2       |
| 4    | 氷雪の女王                                                    | 1983年12月31日 | 4-15-030180-8       |
| 5    | 時の封土                                                      | 1984年12月15日 | 4-15-030197-2       |
| 6    | ヴァラキアの少年                                              | 1986年2月15日  | 4-15-030214-6       |
| 7    | 十六歳の肖像                                                  | 1986年12月15日 | 4-15-030233-2       |
| 8    | 星の船、風の翼                                                | 1990年3月15日  | 4-15-030316-9       |
| 9    | マグノリアの海賊                                              | 1990年12月31日 | 4-15-030338-X       |
| 10   | 幽霊島の戦士                                                  | 1997年6月30日  | 4-15-030582-X       |
| 11   | フェラーラの魔女                                              | 1997年10月15日 | 4-15-030588-9       |
| 12   | 魔王の国の戦士                                                | 1997年12月15日 | 4-15-030592-7       |
| 13   | 鬼面の塔                                                      | 1998年3月15日  | 4-15-030596-X       |
| 14   | 夢魔の四つの扉                                                | 1998年6月15日  | 4-15-030600-1       |
| 15   | ホータン最後の戦い                                            | 1998年9月15日  | 4-15-030604-4       |
| 16   | 蜃気楼の少女                                                  | 1999年9月15日  | 4-15-030624-9       |
| 17   | 宝島                                                          | 2002年10月15日 | 上巻：4-15-030702-4 |
| 17   | 宝島                                                          | 2002年11月15日 | 下巻：4-15-030704-0 |
| 18   | <アルド・ナリス王子の事件簿 1> 消えた女官-マルガ離宮殺人事件- | 2003年12月15日 | 4-15-030743-1       |
| 19   | 初恋                                                          | 2004年5月15日  | 4-15-030759-8       |
| 20   | <アルド・ナリスの事件簿 2> ふりむかない男                     | 2006年1月15日  | 4-15-030833-0       |
| 21   | 鏡の国の戦士                                                  | 2007年7月15日  | 978-4-15-030894-0   |
| 22   | ヒプノスの回廊                                                | 2011年2月15日  | 978-4-15-031021-9   |

#### 外伝（続）
栗本薫の逝去後に発行された外伝。巻数は継続されているが、著者は複数となっている。
| 巻数 | タイトル             | 著者     | 発行日付       | ISBN                   |
| ---- | -------------------- | -------- | -------------- | ---------------------- |
| 23   | 星降る草原           | 久美沙織 | 2012年9月15日  | 978-4-15-031083-7      |
| 24   | リアード武侠傳奇・伝 | 牧野修   | 2012年12月15日 | 978-4-15-031090-5      |
| 25   | 宿命の宝冠           | 宵野ゆめ | 2013年3月15日  | 978-4-15-031102-5      |
| 26   | 黄金の盾             | 円城寺忍 | 2014年12月25日 | 978-4-15-031177-3      |
| 27   | サリア遊廓の聖女     | 円城寺忍 | 2023年3月25日  | 1巻：978-4-15-031544-3 |
| 27   | サリア遊廓の聖女     | 円城寺忍 | 2023年4月25日  | 2巻：978-4-15-031545-0 |
| 27   | サリア遊廓の聖女     | 円城寺忍 | 2023年5月25日  | 3巻：978-4-15-031546-7 |

#### グイン・サーガ・ワールド
栗本薫の晩年の言葉を受けた今岡清が発起した栗本薫の手によらない「グイン・サーガ」を世に出すプロジェクトによる作品。
第1期（1巻から4巻）は外伝3本の連載とグインサーガに関連する栗本薫作品、日記抜粋などを掲載していた。
第2期（5巻から8巻）は本伝の続編が連載されている。
| 期 | タイトル                  | 発行日付       | ISBN              |
| -- | ------------------------- | -------------- | ----------------- |
| 1  | グイン・サーガ・ワールド1 | 2011年5月15日  | 978-4-15-031032-5 |
| 1  | グイン・サーガ・ワールド2 | 2011年8月15日  | 978-4-15-031043-1 |
| 1  | グイン・サーガ・ワールド3 | 2011年11月15日 | 978-4-15-031049-3 |
| 1  | グイン・サーガ・ワールド4 | 2012年2月15日  | 978-4-15-031056-1 |
| 2  | グイン・サーガ・ワールド5 | 2012年9月15日  | 978-4-15-031081-3 |
| 2  | グイン・サーガ・ワールド6 | 2012年12月15日 | 978-4-15-031089-9 |
| 2  | グイン・サーガ・ワールド7 | 2013年3月15日  | 978-4-15-031101-8 |
| 2  | グイン・サーガ・ワールド8 | 2013年6月15日  | 978-4-15-031114-8 |

### 愛蔵版
正伝5巻ずつを1冊にまとめて早川書房より発売された単行本シリーズ。
| タイトル                | 発行日付       | ISBN          |
| ----------------------- | -------------- | ------------- |
| 愛蔵版グイン・サーガI   | 1989年9月30日  | 4-15-203410-6 |
| 限定版グイン・サーガI   | 1989年9月30日  | 4-15-203411-4 |
| 愛蔵版グイン・サーガII  | 1990年10月31日 | 4-15-203451-3 |
| 限定版グイン・サーガII  | 1990年10月31日 | 4-15-203452-1 |
| 愛蔵版グイン・サーガIII | 1991年11月30日 | 4-15-203497-1 |
| 愛蔵版グイン・サーガIV  | 1993年2月28日  | 4-15-203550-1 |

### 新装版
シリーズ開幕30周年とアニメ化を記念し、正伝2巻ずつを1冊にまとめて早川書房より発売された新書シリーズ。
| タイトル                | 発行日付      | ISBN              |
| ----------------------- | ------------- | ----------------- |
| グイン・サーガI 豹頭    | 2009年3月15日 | 978-4-15-209008-9 |
| グイン・サーガII 虜囚   | 2009年3月15日 | 978-4-15-209009-6 |
| グイン・サーガIII 辺境  | 2009年4月15日 | 978-4-15-209021-8 |
| グイン・サーガIV 望郷   | 2009年4月15日 | 978-4-15-209022-5 |
| グイン・サーガV 紅蓮    | 2009年5月15日 | 978-4-15-209026-3 |
| グイン・サーガVI 密使   | 2009年5月15日 | 978-4-15-209027-0 |
| グイン・サーガVII 復讐  | 2009年6月15日 | 978-4-15-209040-9 |
| グイン・サーガVIII 帰還 | 2009年6月15日 | 978-4-15-209041-6 |

### 豪華限定版
- 『豪華限定版 GUIN SAGA I・II』早川書房、2009年7月25日発行、ISBN 978-4-15-209047-8
シリーズ開幕30周年を記念し、正伝1巻から100巻を50巻ずつ、二分冊にまとめた限定版。付録として、歴代のイラストレーター（加藤直之、天野喜孝、末弥純、丹野忍）の書き下ろしイラストレーション計4枚と、執筆開始当時に著者が作成していた「グイン・サーガ創作ノート」の一部複製が納められている。
- 『豪華限定版 GUIN SAGA III』早川書房、2010年5月25日発行、ISBN 978-4-15-209112-3　
栗本薫の一周忌を記念して出版された。正伝101巻から130巻、外伝1巻から21巻を1冊にまとめた限定版。

### 翻訳版
| 発行国   | 言語       | 書籍題名      | 出版社                    |
| -------- | ---------- | ------------- | ------------------------- |
| アメリカ | 英語       | THE GUIN SAGA | Vertical                  |
| ドイツ   | ドイツ語   | Die Guin Saga | Blanvalet Taschenbuchverl |
| フランス | フランス語 | GUIN SAGA     | Fleuve Noir               |
| イタリア | イタリア語 | Saga di Guin  | Editrice Nord             |
| ロシア   | ロシア語   | Сага о Гуине  | Астрель-СПб               |
| 韓国     | 朝鮮語     | 구인사가      | 大元 C.I.                 |

### 関連書籍

#### 解説本
- 『グイン・サーガ・ハンドブック』 ハヤカワ文庫、1990年11月15日発行、ISBN 4-15-030335-5
累計1000万部突破を記念して出版された解説本。正伝1 - 34巻、外伝1 - 8巻をもとにした人名事典、グイン・サーガ研究、中原世界Q&A、キレノア大陸観光案内などの他、グイン・サーガより遥かな未来を舞台とした短編『悪魔大祭』が収められている。
- 『グイン・サーガ・ハンドブック1』 ハヤカワ文庫、1999年6月15日発行、ISBN 978-4-15-030617-5
上記『グイン・サーガ・ハンドブック』の改訂版。
- 『グイン・サーガ・ハンドブック2』 ハヤカワ文庫、1999年7月31日発行、ISBN 978-4-15-030621-2
シリーズ開始20周年を記念して出版された解説本。正伝35 - 66巻、外伝9 - 15巻をもとにした人名事典、正伝1 - 66巻、外伝1 - 15巻をもとにした用語事典、グルメ、魔道、前史に関するグイン・サーガ研究などの他、20歳のアルド・ナリスを主人公とした短編『クリスタル・パレス殺人事件』が収められている。
- 『グイン・サーガ・ハンドブック3』 ハヤカワ文庫、2005年4月15日発行 ISBN 978-4-15-030790-5
第100巻刊行を記念して出版された解説本。正伝67 - 100巻、外伝16 - 19巻をもとにした人名・用語事典、五大都市研究などの他、「煙とパイプ亭」のゴダロ一家を主人公とした短編『アレナ通り十番地の精霊』が収められている。
- 『グイン・サーガ・ハンドブックFinal』 ハヤカワ文庫、2010年2月15日発行、ISBN 978-4-15-030982-4
著者の死去を受けて出版された解説本。小谷真理による作品論、全作品を網羅した人名・用語事典、全ストーリー紹介が収められている。
- 『グイン・サーガ読本』 早川書房、1995年11月15日発行、ISBN 978-4-15-207968-8
第50巻刊行を記念して出版された解説本。正伝1 - 50巻、外伝1 - 8巻をもとにした人名辞典、ストーリーガイドなどの他、外伝『黄昏の国の戦士 第一部 幽霊島の戦士』、グイン・サーガの原形となった中編『氷惑星の戦士』が収められている。
- 『グイン・サーガ・オフィシャル・ナビゲーション・ブック』 早川書房、2004年9月30日発行、ISBN 978-4-15-208592-4
シリーズ開始25周年を記念して出版された解説本。キャラクター人気投票結果に合わせたキャラクター紹介、戦争および恋愛から読み解くグイン・サーガなどの他、外伝『鏡の国の戦士 第一話 蛟が池』が収められている。
- 『別冊宝島 グイン・サーガ PERFECT BOOK 剣と魔法と愛の世界のすべてがわかる!!』 宝島社、2004年2月27日発行、ISBN 4-7966-3920-9
ヴィジュアルを重視して作成された解説本。キャラクター大辞典、魔道辞典、イラストレーション・コレクションなどの他、ミュージカル『グイン・サーガ 炎の群像』脚本が収められている。
- 『グイン・サーガの鉄人』 早川書房、2009年7月15日発行、ISBN 978-4-15-209052-2
シリーズ開始30周年を記念して出版されたクイズ形式の解説本。正伝1 - 127巻、外伝1 - 21巻からストーリーに沿った問題が100問出題されており、解答と合わせて物語に関する詳細な解説が収められている。
- 『グイン・サーガ PERFECTBOOK for ANIMATION』 宝島社、2009年10月6日発行、ISBN 4-7966-6961-2
アニメ『グイン・サーガ』のファンブック。ワールドガイド、キャラクター図鑑、ストーリーガイドが掲載され同年放送されたテレビアニメーションの補完をしている。

#### 漫画
- 栗本薫（原作） / 柳澤一明（作画） 『グイン・サーガ 七人の魔道師』 メディアファクトリー〈MFコミックス〉、全3巻

1. 2001年3月1日発行、ISBN 4-88991-775-6
2. 2002年1月31日発行、ISBN 4-8401-0404-2
3. 2003年1月31日発行、ISBN 4-8401-0478-6

- 栗本薫（原作） / 沢田一（作画） 『グイン・サーガ』 ジャイブ〈CR COMICS〉、全6巻

1. 2007年2月3日発行、ISBN 978-4-86176-365-6
2. 2007年12月15日発行、ISBN 978-4-86176-422-6
3. 2008年10月13日発行、ISBN 978-4-86176-573-5
4. 2009年4月13日発行、ISBN 978-4-86176-649-7
5. 2009年10月15日発行、ISBN 978-4-86176-724-1
6. 2010年6月13日発行、ISBN 978-4-86176-769-2

#### 画集
- 天野喜孝 『天野喜孝 グイン・サーガ画集』 早川書房、1996年3月15日発行、ISBN 978-4-15-207984-8
- 末弥純 『末弥純 グイン・サーガ画集』 早川書房、2003年9月30日発行、ISBN 978-4-15-208514-6
- 加藤直之 『加藤直之 グイン・サーガ画集』 早川書房、2010年3月25日発行、ISBN 978-4-15-209120-8
- 丹野忍 『丹野忍 グイン・サーガ画集』 早川書房、2010年5月25日発行、ISBN 978-4-15-209125-3

#### 天狼叢書
作者の個人事務所である「天狼プロダクション」発行の、同性愛をモチーフとする作品を収めた個人誌「天狼叢書」に、番外編として以下のものが収められている。
- 『ローデス・サーガ 南から来た男（上・下）』1999年12月31日発行
ケイロニアの盲目の選帝侯、「黒衣のロベルト」ことローデス侯ロベルトを主人公とした『ローデス・サーガ』の第1巻。ロベルトと黒人の逃亡奴隷ブライ、ベルデランド侯ユリアスとその弟レグルスの愛憎劇が描かれている。
- 『ローデス・サーガ 眠り姫の夜 風が丘恋唄1』2000年12月31日発行
『ローデス・サーガ』の第2巻。ロベルトとケイロニア皇帝アキレウスとの交情を中心とした物語が描かれている。
- 『マルガ・サーガ 凶星』2000年8月15日発行
マルガで隠遁生活を送っていた頃のナリスとヴァレリウスとの愛憎劇を中心とした物語。5編の短編が収められている。
- 『マルガ・サーガ2 みずうみ』2009年12月30日発行
『マルガ・サーガ 凶星』の続編。5編の中短編が収められている。

#### 同人誌
以下の作者の個人同人誌に、いくつかの番外編が収められている。
- 『FULLHOUSE 1』1990年12月23日発行
同性愛をモチーフとした同人誌第1巻。
- 『FULLHOUSE 2』1992年8月15日発行
同性愛をモチーフとした同人誌第2巻。
- 『FULLHOUSE 3』1996年8月26日発行
同性愛をモチーフとした同人誌第3巻。
- 『FULLHOUSE 4』1997年10月3日発行
同性愛をモチーフとした同人誌第4巻。
- 『FULLHOUSE Special 2 中島梓脚本集』1995年11月9日発行
作者の舞台（「マグノリアの海賊」 / 「グイン・サーガ 炎の群像」）脚本集第2巻。
- 『VALERIUS MAGAZINE』1985年8月11日発行
作者自身が会長をつとめたヴァレリウス・ファンクラブの会誌。
- 『浪漫之友』2005年4月1日創刊
同性愛をモチーフとした季刊同人誌。

## 関連作品

### テレビアニメ
2009年4月から9月まで、NHK-BS2にて放送された。

### イメージアルバム
グイン・サーガのストーリーをもととして、映画のサウンドトラック風に音楽化した作品。全て日本コロムビアより発売。
作曲・編曲は淡海悟郎。『グラフィティ』の1曲を栗本薫、『炎の群像』の全曲を中島梓が作詞している。また『炎の群像』の一部楽曲は中島梓の作曲による。
| タイトル            | 収録曲 | 演奏                                      | 発売日         | 備考 |
| ------------------- | --- | ----------------------------------------- | -------------- | --- |
| 辺境篇              | 1. 死霊の森〜戦士グイン 2. パロの真珠 3. 黒伯爵の砦 4. スタフォロスの戦い 5. 辺境 6. モンゴールの進軍 7. 砂漠の民〜セムとラゴン〜 8. 辺境の王者 | 淡海悟郎&ビッグ・マウス                   | 1983年10月21日 | 正伝1 - 5巻のストーリーを音楽化。                                                                         |
| 陰謀篇              | 1. さらば砂漠〜ノスフェラスの王〜 2. 草原の風雲児 3. 謎の海賊船 4. 神の棲む島 5. パロへ〜アルド・ナリス〜 6. 魔道の都 7. 仮面舞踏会〜アムネリスの恋〜 8. 死の婚礼 | 淡海悟郎&ビッグ・マウス                   | 1984年9月21日  | 正伝6 - 10巻のストーリーを音楽化。                                                                        |
| 戦乱篇              | 1. プロローグ〜蜃気楼の恋唄〜 2. クリスタルの反乱 I 3. 間奏曲〜如何なる星の下に〜 4. クリスタルの反乱 II 5. 復讐の女神 6. 間奏曲〜幽囚〜 7. レムス戴冠 | 淡海悟郎&ビッグ・マウスwith大魔道管弦楽団 | 1985年3月21日  | 正伝11 - 16巻のストーリーを音楽化。                                                                       |
| グラフィティ        | 1. 吟遊詩人マリウス（Marius the Troubadour） 2. ナリス，闇と炎の王子（Nalis: Prince of Light and Dark） 3. スカール，草原の狼（Skarl: Wolf on the Prairie） 4. レムスのパッサカリア（Toccata & Lemse's Passacaglia） 5. アムネリス，復讐の女神（Amneriss; The Avenging Angel） 6. リンダ讃歌（Homage to Linda） 7. イシュトヴァーンの夢（Istvan's Dream） 8. 豹頭王グイン（《GUIN》with Panther Head） | 淡海悟郎&ビッグ・マウスwith大魔道管弦楽団 | 1985年12月21日 | 主役級の登場人物8人をテーマとした楽曲が収められている。 「《GUIN》with Panther Head」の作詞は栗本薫。     |
| 七人の魔道師        | 1. 前奏曲：ようこそ まじない小路へ（Prelude: Welcome to the Magic Alley） 2. 妖艶なるタミヤのダンス（Thamia’s Dance） 3. 間奏曲：サイロンの悪夢（Intermezzo: Nightmare of Cylon） 4. エイラハの哄笑（Eyraxa） 5. 間奏曲：グラッグの闇の馬（Intermezzo: Horses from the Underground） 6. ルールバの顔（Luhrba in the Sky） 7. 間奏曲：ヴァルーサ（Intermezzo: Valusa） 8. イグ＝ソッグ、ひづめある者（Igg-Soggue the Hoofed） 9. 間奏曲：悲しみのサイロン（Intermezzo: Cylon in Grief） 10. 長舌のババヤガ（Babaiagah of the Long Tongue） 11. 間奏曲：皇女シルヴィア（Intermezzo: Heartless Sylvia） 12. ドールに追われる男イェライシャ（Yelaisha: Fugitive from Dor） 13. 間奏曲：黒魔殿（Intermezzo: Monolith） 14. ヤンダル・ゾッグ（Jandar-Dzogg） | 淡海悟郎と怨霊楽団                        | 1986年9月1日   | 外伝1巻のストーリーを音楽化。                                                                             |
| 氷雪の女王/時の封土 | 【DISC I】 1. ヴァルハラの魔女part I『北への旅』 2. ヴァルハラの魔女part II『凶宴』 3. ヴァルハラの魔女part III『逃亡』 4. 三つの試練part I『霧怪フルゴル』 5. 三つの試練part II『地獄の犬ガルム』 6. 三つの試練part III『妖蛆クロウラー』 7. 黒小人とローキ 8. 氷雪の女王 【DISC II】 1. アル・ディーンと呼ばれし頃 2. 吟遊詩人マリウス 3. DARK LAND 4. 白魔 5. 時渡り 6. 時の封土 7. レムスの恋唄 8. クリームヒルドのバラード 9. 樹怪シレーヌ 10. ロカンドラスの幻影 | LEGEND (DISC I)、淡海悟郎 (DISC II)       | 1993年10月21日 | 外伝4、5巻のストーリーを音楽化。2枚組。                                                                   |
| イリスの石          | 1. ゾルーディアへの道 2. 死の都 3. 死の娘《タニア》 4. 冥府宮のロンド“Making of mummy” 5. アル = ロート讃歌 6. アル = ケートルの嘆き 7. タニアの接吻 8. イリスの石 | 淡海悟郎                                  | 1994年9月21日  | 外伝2巻のストーリーを音楽化。                                                                             |
| ノスフェラスの嵐    | 1. A ILL-FATED ENCOUNTER 2. GO TO THE CORE 3. LOVE SONG 4. NOSPHERUS, AGAIN 5. GURU-NOO 6. FLOATING IN THE RADIATION 7. A CONFLICT AT SAIMM 8. A REQUIEM FOR LEE-FA | 淡海悟郎 (1 - 5)、LEGEND (6 - 8)          | 1995年1月1日   | 正伝19、24巻（第4話）のストーリーを音楽化。                                                               |
| ケイロニア篇        | 1. 北の都〜サイロン〜 2. ロンド・プロフィール 3. 間奏曲 I〜月の王子〜 4. ランドック〜ロカンドラスの幻影PartII 5. 黒曜宮の陰謀 6. 間奏曲 II〜風のゆくえ〜 7. ケイロニア・ワルツ | チェコ・フィルハーモニー管弦楽団          | 1995年7月21日  | 正伝17、18、20 - 23巻のストーリーを音楽化。                                                               |
| 炎の群像            | 1. Overture 2. モンゴールの奇襲 3. 故郷の緑の丘 4. 組曲 クリスタル夜想曲（ノクターン） 5. パロの娘 6. パロのテーマ 7. 赤い月の下で 8. 祖国は暴虐の炎の下 9. 組曲 パロのワルツ A. パロのワルツ B. サリアの娘 C. 赤い月の下でII D. パロのワルツII 10. もう誰も愛さない〜I'll never fall in love 愛の試練〜Love treats everything 11. リンダの恋（リンダ賛歌より） 12. 蜃気楼の恋唄 13. パロの緑の丘〜パロのテーマ 14. サリア讃歌 15. 組曲 クリスタルの戦い A. パロのテーマ B. 復活の日 C. パロの緑の丘 -パロ国家- 16. 消えた蜃気楼（俺はイシュトヴァーン'95） 17. グイン・サーガのテーマ〈GUIN with Panther Head〉 | -                                         | 1995年11月1日  | 1995年上演のミュージカルに使用された楽曲集。                                                              |
| 光の公女            | 1. 赤い街道の盗賊 2. クムの都ルーアン 3. 間奏曲 I（湖上の虜囚） 4. 光の公女 5. 間奏曲 II（水の離宮バイア） 6. アリの野望 7. 間奏曲 III 8. ESCAPE | 淡海悟郎 (3,5,7)、LEGEND (1,2,4,6,8)      | 1996年10月1日  | 正伝24、26、27、31巻のストーリーをもとにして、 イシュトヴァーンによるアムネリス救出劇を中心として音楽化。 |
| 幽霊船              | 1. 前奏曲〜海 I 2. 組曲 ヴァラキアの少年 (1)カメロン (2)イシュトヴァーン (3)オリー・トレヴァーン 3. 間奏曲〜海 II 4. 幽霊船 5. ニギディア 6. 間奏曲〜海 III 7. 組曲 クラーケン (1)黒いイシュタル (2)船の墓場 (3)クラーケン 8. 海のレクイエム | 淡海悟郎                                  | 1997年5月21日  | 外伝3巻のストーリーを音楽化。                                                                             |

### 限定ボックス
- 『グイン・サーガ クロニクル』 トイズワークス
正伝70巻までと外伝16巻までの全ての挿絵を収めたハードカバーと、日本コロムビアより発売されたイメージアルバム全12タイトル13枚を収録した限定ボックス。2001年3月予約受付、同年5月発送。
- 『グイン・サーガBOX PANDORA』 早川書房、2006年9月30日発行、ISBN 978-4-15-600002-2
『グイン・サーガ・オフィシャル・ナビゲーション・ブック』表紙イラストを立体化したフィギュア、グイン・サーガ世界の地図、トレーディング・カード、外伝「ヒプノスの回廊」収録の小冊子などを収録した限定ボックス。

### ゲーム

#### ゲームブック
- 多摩豊 『グイン・サーガ 1 ラルハスの戦い』 ハヤカワ文庫GB、1986年12月15日発行、ISBN 4-15-090001-9
正伝第1巻から第16巻を題材としたアドベンチャー・ゲームブック。

#### コンピュータゲーム
- 『グイン・サーガ 豹頭の仮面』 発売元：ビクター音楽産業、開発元：ジャスト
第1巻「豹頭の仮面」を題材とした、1987年発売のパソコンゲーム。PC-8801SR、PC-9801、FM-7対応版が発売された。コマンド入力式のアドベンチャーゲーム。
- 『グイン・サーガmobile』 配信元：スクエニモバイル、開発元：スクウェア・エニックス
TVアニメーションを下敷きにした、2009年配信のモバイルゲーム。2011年3月末配信終了。

#### ボードゲーム
- 『グイン・サーガ』 ツクダホビー
正伝第1巻から第16巻を題材にし、モンゴール軍とグインたち、ラゴン、セムとの戦闘を取り扱ったウォー・シミュレーションゲーム（ボードゲーム）。ノスフェラスを舞台として、グインたちとセム、ラゴン連合軍対モンゴール軍の戦いをゲーム化した「ノスフェラス」と、パロとゴーラ、ノスフェラスの一部を舞台として、パロ軍対モンゴール軍の戦いをゲーム化した「パロ」の、2つのゲームが収められていた。

#### テーブルトークRPG
- 『グイン・ワールド』 ツクダホビー
テーブルトーク・ロールプレイングゲーム『ローズ・トゥ・ロード』のヴァリアント・ゲーム。『ローズ・トゥ・ロード』のルールを基本とし、セットには『ローズ・トゥ・ロード』のルールブックが同梱されていた。それに加えて、多摩豊デザインによる、グイン・サーガ世界用の追加ルールやデータの冊子、マップ類などを追加して、グイン・サーガをロールプレイで楽しむことができるようにしたもの。シナリオとして「キタラの秘密」が収められていた。

### ミュージカル

#### マグノリアの海賊
1991年1月18日から27日までの10日間に、新宿シアターアプルにて、昼夜合わせて14公演が行われた。

##### キャスト
- イシュトヴァーン（若き海賊団の首領）：後藤宏行
- ナナ（ダリアの町の踊り子）：春風ひとみ
- ルネ（男装の騎士。シリア姫の護衛係）：マッハ文朱
- シリア姫（ダリア大公の一人娘）：平吉佐千子
- ラン（イシュトヴァーンの一の子分）：川平慈英
- 大公（ダリアの島の支配者）：治田敦
- リサ（かもめ亭のおかみ）：木月京子
- リオ（島の歌手）：よしろう広石／峯藤高（ダブルキャスト）
- ダグ（イシュトヴァーンの子分）：西沢仁
- パック（イシュトヴァーンの子分）：ハマン
- アマリア（ダリアの町の娘）：杉本亜利砂
- ミア（ダリアの町の娘）：藤原満美子
- エリ（ダリアの町の娘）：国分美和
- ダン（ダリアの人）：岡本順太郎
- ならず者：大塚敏民
- ルー（海賊）：長南賀信
- リナ（踊り子）：上月真琴

##### スタッフ
- 原作：栗本薫
- 脚本・演出・音楽：中島梓
- 衣裳デザイン：天野喜孝
- 作詞：アンあんどう／中島梓
- 音楽監督：栗田信生
- 振付：名倉加代子
- 美術：下山次郎
- 照明：三上良一
- 音響：大野雅美
- 衣裳：菊田光次郎

#### グイン・サーガ炎の群像
グイン・サーガ50巻記念作品として制作された。正伝第1巻から第16巻を題材としてミュージカル化。モンゴールのパロ占領、レジスタンス等によるモンゴール敗退までを描く。ただし、舞台はパロに限られており、ノスフェラスのエピソードは登場しない。本来、主人公であるはずのグインも、人間で演ずることは不可能であるとして登場していない。
1. 1995年11月9日 - 26日：東京 シアターアプル
2. 1995年12月1日 - 10日：大阪 シアター・ドラマシティ

##### 主要キャスト
- アルド・ナリス：宮内良
- アムネリス：朝香じゅん
- レムス：大沢健
- リンダ：鈴木ほのか
- イシュトヴァーン：岡幸二郎
- ヴァレリウス：駒田はじめ
- マリウス：加藤雅也
- リギア：福麻むつ美
- カースロン：大谷美智浩
- アムブラのミーナ：華村りこ
- アムブラのレティシア：上月真琴

##### 主要スタッフ
- 原作：栗本薫
- 脚本、作曲、作詞、演出：中島梓
- 作曲、音楽監督：淡海悟郎
- 美術監督：天野喜孝

### オーディオブック・朗読版
株式会社アールアールジェイより、朗読サイト「kikubon（キクボン）」にて朗読版が2017年4月から発表されている。読み手は下山吉光・浅井晴美。2021年1月現在、正伝7巻までの7冊が配信中。シリーズページと1巻の責任者コメントによると、外伝を含めた全巻の朗読化が予定されているとのこと。

## コラボレーション
東京（神田）の早川書房1階にある「カフェ クリスティ」では「バー・ロング・グッドバイ」「パブ・シャーロック・ホームズ」「PKD酒場」「カフェ エルキュール・ポアロ」「カフェ アルジャーノンに花束を」「居酒屋グイン亭」など様々なコラボレーションが展開されている。